# はねるのトびら
『はねるのトびら』は、フジテレビ系列で2001年4月10日から2012年9月26日まで放送されていたバラエティ番組。正式タイトルは『はねるのトびら You knock on a jumping door!』（ - ユー・ノック・オン・ア・ジャンピング・ドア!）。略称は「はねトび」。

## 概要
2000年4月から2001年3月まで放送された深夜番組『新しい波8』に出演した若手芸人の中から5組が選抜され番組が始動。目標は『とぶくすり』（『めちゃ2イケてるッ!』の前身）で、スタジオコントやゲーム企画などで構成されていた。コントでは人気番組・テレビコマーシャルなどのパロディのほか、サブカルチャー（ネットアイドル、おたく、バンギャルなど）や社会問題（マルチ商法、新宗教、学級崩壊、ニートなど）を取り上げたコントで、早くから中高生の間で人気を博した。
2005年のゴールデン進出以降はコントが激減し、ゲームやバラエティ企画を中心に放送していた。ゲーム企画には、同時期に放送されるドラマや公開される映画、舞台、CDなどの告知であまりバラエティに出演しない俳優や女優、歌手が出演し、はねトびメンバーとの絡みを通じ意外な一面が見られることで好評だった。
番組タイトルの由来は番組の現場などで盛り上がった時に使うテレビ業界の用語である「ハネた」と、番組放送開始当初まだ世に知られていなかった若手芸人5組と視聴者をつなぐ「扉」の番組になればいいという意味から名付けられた造語。タイトルの「と」のみが片仮名の「ト」になっているのは「今は『歩』みたいな僕らだけど、いつか『金（ト金）』のように強くなりたい」という意味のほか『金』から転じて「番組をいつかゴールデンタイムでやるぞ」という意味がある。
当番組の特徴として、総合演出を務める近藤真広の方針で、敢えて特定のメンバーをメインキャストとして中心に設定せず、メンバー全員に主役になれる機会を分散させていたことが挙げられる。これは過去にフジテレビで放送された芸人を主体とするコント（バラエティ）番組の中では異例で、他番組との差別化を図っていた。
基本的にバラエティ番組でよく使用される番組ロゴの常時表示やなぞりテロップは使われず、発言の概要が効果音とともに囲み説明のように表示されるのが特徴。また、企画概要のサイドテロップも最小限の使用に留めている。
2010年4月14日放送分から、通常放送のみ字幕放送を実施。2007年1月24日放送分より、一部のコーナーにおいてハイビジョン製作を開始した。2012年9月26日をもって終了。DVD・VHS・CDが販売されたほか、CS放送の2021年末まで「フジテレビONE」にて過去の放送分が再放送されていた。

### 放送時間の変遷
| 期間       | 期間       | 放送時間（JST）      | 備考                                     |
| ---------- | ---------- | -------------------- | ---------------------------------------- |
| 2001.4.10  | 2002.3.26  | 月曜日 25:35 - 26:05 | 月深枠での放送。                         |
| 2002.4.23  | 2002.9.24  | 月曜日 24:55 - 25:55 | NEW GENERATION枠で5週に1回の放送。       |
| 2003.4.8   | 2003.12.30 | 月曜日 24:35 - 24:58 | 月深枠での放送。ここまで関東ローカル。   |
| 2004.1.6   | 2005.9.20  | 火曜日 23:00 - 23:30 | バラパラ枠での放送。ここから全国ネット。 |
| 2005.10.19 | 2012.09.26 | 水曜日 19:57 - 20:54 | ゴールデンタイムでの放送。               |

## 出演者

### 跳扉組（レギュラーメンバー）
通称『はねトびメンバー』。流れは『おだいばZ会』と同じで、オープニング・エンディングの順番。西野がリーダーを務めるが、企画によって進行役が変わる。
- キングコング（西野亮廣・梶原雄太）■ （番組開始当時結成2年目）
- ロバート（秋山竜次・馬場裕之・山本博）■（番組開始当時結成3年目）
- ドランクドラゴン（塚地武雅・鈴木拓）■（番組開始当時結成5年目）
- 北陽 （虻川美穂子・伊藤さおり）■（番組開始当時結成6年目）
- インパルス（板倉俊之・堤下敦）■（番組開始当時結成3年目）

### 準レギュラー
- テル、ゆうたろう、神奈月、香田晋 -「スターだらけの大運動会」の初期のレギュラーまたは準レギュラー
- いとうあさこ、エド・はるみ、はるな愛、馬場園梓 -「女芸人手作りバトル」のレギュラー
- ヒロミ、志賀真一郎、田中大貴 - 2005年 - 06年「P-1 GRAND PRIX」に出演
- 優木まおみ - 2009年「受験に役立つエロかしこい講座」に出演
- 松原ここな - 子役。2009年「塚っちゃんスイッチ」に出演
- いとうあさこ、小原正子、木村智早 - 2010年「しりたしモナリザ」のレギュラー
- バカリズム、松木安太郎、山中章子 - 2010年-11年「カブらない披露宴」に出演
- ピース（又吉直樹、綾部祐二）- 2011年「ハネクーザ」に出演
- 平成ノブシコブシ（吉村崇、徳井健太）-2009年以降「スターだらけの大運動会」で大きな存在感を示したことで、他人のミスに厳しいどん底芸人キャラで、さまざまな場面でゲスト出演するようになっていた。吉村のみ出演し、司会進行を任されることがあった。
- ザ・たっち（たくや、かずや）- 2009年以降「ザ・ウラモネア」で大きな存在感を示したことで、不良キャラ「悪たっち」として、さまざまな場面でゲスト出演するようになっていた。

### ナレーション
- 中村仁美 - 2005年から2012年3月まで、ナレーションの殆どの部分を担当。顔出しで出演したこともあった。
- 住友七絵 - 「オシャレ魔女 アブandチェンジ」「スッピン美人」で天の声を担当。ほか「回転SUSHI」「短縮鉄道の夜」のゲーム音声などを担当。
- 吉水孝宏 - 「家庭内プロレス」「ザ・ウラモネア」など、男声ナレーションが特徴的な題材をパロディにした企画を担当。中村の産休に伴い2012年4月以降はナレーションの殆どの部分を担当。
- 木村匡也 - 2001年から2003年まで番組オープニングやジングルにてサウンドロゴの英語ナレーションを担当[2]。

## 番組の歴史

### レギュラー第1期 （2001年4月から2002年3月まで）
- 2001年4月9日放送開始。毎週火曜1:35 - 2:05（JST、毎週月曜深夜）に放送された。第1回は電源の入ったビデオカメラが各コンビの代表者の自宅に郵送され、お台場のフジテレビまでの道のりをそれぞれが撮影するというドキュメントだった。
- 第2回以降はショートコントのほか、ディスカウント店を舞台にしたシットコム「ポセイドン物語」、トークコーナー「グレーもんどう」がほぼ毎回放送されていた。東京・小平のドン・キホーテで行われた「ポセイドン物語」のイベントには1万5000人のファンが集結。以降、イベントを行うたびに熱狂的な成功を収めていた。
- 2002年3月26日の1時間スペシャルをもって一旦最終回を迎える。最終回は特別企画「スズタク超ミラクルタイプ」で鈴木が公開プロポーズに挑み成功。祝福の中、板倉のナレーションで締めくくった。

### 単発時代 （2002年4月から同年9月まで）
レギュラー放送が一旦途絶えるも、『NEW GENERATION』（月曜深夜の週替わり60分枠）内で継続。5週に1回のペースで半年間で7回放送された。
- 4月にコント「出棺」の公開収録がフジテレビ前の池広場で行われたが、ファンが殺到しすぎて警察の指導により短縮されている。
- 5月には伊藤が扮する「ネットアイドル夢子」のCDデビューイベントを開催。虻川がレギュラー出演したドラマ「整形美人。」の1シーンにメンバー全員でゲスト出演した（山本は編集上の都合でカット）。
- そして7月には初のDVD・VHSが発売され、発売記念イベントも開催された。

### レギュラー休止期 （2002年10月から2003年3月まで）
DVD・VHSがお笑い作品では異例の大ヒットを記録。11月23日には池袋の東京芸術劇場で「はねるのトびらTHE LIVE はねるのトびらで逢いましょう」が開催された。のちにCS放送のフジテレビ721で放送され、DVD第2弾にはノーカットで収録された。
- 12月7日（土曜日）には、13:00から60分という異例の枠で新作が特別番組として単発放送された。
- 2003年1月1日深夜（31日未明）にもスペシャルが放送され、生放送でドランクドラゴン鈴木の結婚式を行うドッキリ企画を放送。
- 2003年1月、ドランクドラゴン塚地とロバート秋山が月9ドラマ『いつもふたりで』にてコント「MUGA様とおーたむSAN」のようなおたくのキャラクターを演じた。ドラマで共演した葛山信吾と木村多江はのちにはねトびにゲスト出演している。

### レギュラー第2期 （2003年4月から）

#### 2003年
ファンの声とDVDヒットの実績に支えられ、2月下旬に1年ぶりのレギュラー放送復活が発表される。毎週火曜（月曜深夜）放送の『月深』枠にて、0:35 - 0:58の23分番組として再開。放送エリアもほぼ全国に広がった。その直後に梶原がストレス性の精神病で一時休養するも、6月3日（2日未明）放送分より復帰した。
- 4月24日（23日深夜）、休養中の梶原を除いたメンバー全員によるラジオ番組『はねるのトびらのオールナイトニッポン』（ニッポン放送他36局、1:00 - 3:00）が放送された。
- 6月、浜崎あゆみがパーソナリティを務めるトーク番組『ayu ready?』に全員がゲスト出演した。浜崎もはねトびにトークで登場。
- コントにて結成されたビジュアル系バンド「ピンクハレルヤ」は限定CD発売・ロックフェス出演など活躍し、8月にDVD・VHS第2弾が発売された際の発売記念イベントもピンクハレルヤの世界観を表現した「ピンクハレルヤ野外ミサ」として実施。
- 12月30日、翌年からのバラパラ枠進出に先駆け、初のプライムタイム（22:00 - 23:30）で「来週から宜しくお願いしますスペシャル」が放送された。

#### 2004年
- 1月6日から火曜バラパラ枠（23:00 - 23:30）に昇格し、全国ネットで放送開始。しかし、北陽は当時ほぼ同時刻に放送されていた『おすぎとピーコの金持ちA様×貧乏B様』（日本テレビ）にもレギュラー出演していたため、2004年1月～3月までの3ヶ月間、「はねトび」への出演を余儀なく自粛させられる。この間、北陽は大人の事情という説明でシルエットのみでの登場に留まった。2004年4月の「金持ちA様×貧乏B様」の放送枠移動に伴い、4月より北陽も「はねトび」に復帰した。
- この頃は、「栞と博のテーマ」「秋山森乃進」「村田さなえ」「ブチギレハイスクール」「とんちんかんちんシリーズ」など、人気コントを量産した一方で、逆さ吊り状態で逆さ言葉クイズを解く体を張ったコーナー「宇宙戦隊さかさマン」、塚地への大掛かりなドッキリ「TSUKAJI24」などコント以外の企画も模索された。視聴率は深夜ながら安定して10%前後の視聴率を取り、PTAが行った「好きな番組アンケート」において、中学2年生の部門でTBSの『学校へ行こう!』を抑えて1位にランクインするなど、中高生の人気を集めた。
- 3月、『メントレG』とのコラボレーションを行い、『メントレG』のセットでコント「ヤナギリュウジ」を収録、TOKIOがゲスト出演した。
- 4月、テレビ大分が土曜23時に北陽がレギュラー出演をしていた『ayu ready?』の後番組として遅れ放送で放送開始。
- 7月24日、メンバー全員で『FNS27時間テレビ』に出演（『めちゃイケ』のベースとなっていた）。MC移動時などの「つなぎ」コーナー計9回を担当。
- 8月、DVD第3弾が発売。オリコンDVD総合チャートでお笑い番組としては史上初の初登場首位を獲得した。旧作もロングヒットを続け、3巻の累計売り上げが50万本を超える大ヒットとなった。DVD発売記念イベントは、秋山が教祖を務める新宗教を舞台にしたコント「チューリップの会」をベースにした「チューリップの会 真夏の大放出」として行われた。

#### 2005年
- 1月1日、『新春かくし芸大会』でメンバー全員による演目「逆にスウィングガールズ」を披露。「さかさマン」を発展させた全員逆さ吊りで楽器演奏をするもので、審査で50点満点を獲得した。
- 3月1日、ロックバンド・サンボマスターをモデルにしたコント「ブサンボマスター」（イケメンを嫌うロックバンドの設定）が開始され問題になる（詳細は「はねトび事件史」の「ブサンボマスター騒動」を参照）。8月31日にはブサンボマスターのオリジナル曲「言いたいことも言えずに」がCD発売されたが、著作権上の問題などから、アーティスト名は「塚地武雅・堤下敦・梶原雄太」という表記になっている。
- 4月からはコントの本数を減らし、虻川を中心としたソフトボール対決「ABUCHANS」、言葉遊び企画「新説・幕末」が隔週で放送された。
- 7月26日に「はねるのトびら 待ちに待ったゴールデンだぜSP」と題して、初めてのゴールデンタイムでの2時間スペシャルがカスペ!枠で放送。しかし、ゴールデンを意識したのか、ロケ企画などを中心とした内容であり、コントが殆ど放送されなかった（このスペシャルは編成の都合上、遅れ放送のテレビ大分とテレビ宮崎でも同時ネットで放送された）。
- 10月19日からは、水曜19:57 - 20:54のゴールデンタイムに昇格し、放送時間も拡大された。前番組『クイズ!ヘキサゴンII』から『はねトび』へはステブレレス（CMなし）で接続される。ゴールデン進出後の3回目の放送からは提供読みに番組名が入るようになった。ゴールデン進出当初は「グローバルTPS物語」「馬場さん」など深夜時代のコントのリメイク版に加え、「ABUCHANS」やメンバーが有名人に扮して体を張る「梶田三兄弟」「夜の水ヒットスタジオ」などの企画もので構成されていたが、『ためしてガッテン』（NHK総合）、『いい旅・夢気分』（テレビ東京系）といった、お年寄りやサラリーマン、ファミリー層を対象とした番組に対して視聴率の面で苦戦していた。

#### 2006年
年始には「哲哉とお父さん」「塚ジーコ」「家庭内プロレス」などのコントを放送していた一方で、4月より「スターだらけの大運動会」「ギリギリッス」「回転SUSHI」「ほぼ100円ショップ」「オシャレ魔女 アブandチェンジ」などのゲームコーナーが順次開始される。これらの比率が増えた事によりコントが激減したため、2002年以来毎年発売されていたDVDもこの年から発売されなくなった。一方、視聴率は7月以降、関東地区で10%台後半と安定するようになり、関西地区では20%を超えることも多くなった。10月4日の2時間スペシャルでは視聴率16.5％の高視聴率を記録し、関西では20％を超えた。
- 1月1日放送の『新春かくし芸大会』にメンバー全員で2年連続出場し、2年連続同じ企画（逆さオーケストラ）をするというかくし芸史上初の快挙を成し遂げた。
- 2月22日、裏で放送したトリノオリンピックに対抗してネタ選手権の「はねトリノ2006・フィギュアお笑い選手権」を開催（板倉が優勝、梶原が準優勝）。
- 6月14日は「Wぅ杯 番組交流戦スペシャル」として『クイズ!ヘキサゴンII』パートに『はねトび』からキングコング、インパルス、ドランクドラゴンが登場。さらに『はねトび』パートに『ヘキサゴン』から「音楽室の放課後」に香田晋が登場。またレギュラーメンバー全員で日産自動車とのコラボCMが開始。レギュラーメンバーが番組の役どころで、ミニバンの「エルグランド」「セレナ」「プレサージュ」「ラフェスタ」のCMに出演。
- 7月15日 - 8月31日上映、フジテレビ本社ビルの球体展望室内のマルチスクリーンシアター夏休み企画上映「お台場冒険王〜アニメ映画・ブレイブストーリー予告編」において『はねトび』メンバー全員がアニメ映画を紹介する「はねるのトびら featuring ブレイブストーリー 不思議なビジュアルアドベンチャー supported by LOTTE」が上映。
- 12月25日放送に放送された『SMAP×SMAP』の「BISTRO SMAP」にメンバー全員で出演。

#### 2007年
2007年は、「短縮鉄道の夜」「ギリギリッス」「ほぼ100円ショップ」などのゲームコーナーがメインとなった。上記のコントの新作は製作されなくなったが、ゲームコーナーの傍らオムニバス形式の「絶対マネしないでください」や塚地が医師、女性ゲストが患者役として出演する「豚地クリニック」などのコントコーナーが不定期で放送されていた。
- 1月3日、新春2時間30分スペシャルを放送。この特番は『はねトび』とコラボレートしている日産自動車をメインスポンサーに複数社提供として放送し、今まで番組内で放送したCM（哲哉とお父さん篇2本、家庭内プロレス篇、回転SUSHI篇、秋山森乃進篇）と、新しく制作されたほぼ100円ショップ篇のCMを放送した。
- 1月24日から地上デジタルでは「ハイビジョン制作」となったが、当初はまだ通常画質による収録でアップコンバート／ピラーボックス放送だった。ハイビジョン制作は2月28日の「オシャレ魔女 アブandチェンジ」から開始。
- 3月28日発売のザテレビジョンの表紙を飾った。この表紙は地域ごとに違っている（「回転SUSHI」は首都圏版、岡山・四国版、富山・石川・福井版。「オシャレ魔女アブandチェンジ」は北海道・青森版、静岡版、広島・山口（東）・島根・鳥取版。「ほぼ100円ショップ」は関西版、宮城・福島版、長野・新潟版。「ギリギリッス」が福岡・佐賀・山口（西）版、熊本・長崎・沖縄版、鹿児島・宮崎・大分版、秋田・岩手・山形版、中部版）。
- 4月11日、「短縮鉄道の夜」放送開始。
- 6月20日、「実録スケバン物語 虻川先輩の呼び出し」の中でドッキリで梶原の結婚を取り上げ、ウェディングドレス姿の妻も出演した。視聴率17.0％、関西地区で22.8％を記録。
- 2007年度の平均視聴率は17.5％（関東地区）だった。

#### 2008年
この年は、前年同様ゲームコーナーをメインの内容で、視聴率20％超えを計7回達成、年間平均視聴率も18.0％を記録するなど番組の「絶頂期」といえる勢いだった。同時期に「クイズ！ヘキサゴンⅡ」にて結成されたユニット「羞恥心」のパロディで、鈴木と山本と田中卓志（アンガールズ）で「悲愴感」（ネーミングは番組内での塚地の発言から）を結成させて曲を作るやいなや携帯ダウンロード数でランクインしたり「羞恥心の対抗ユニット」として他局の番組に取り上げられるなどの注目を浴び、お台場合衆国内の特設ステージで数千人の観客の前でライブを行った。
- 1月1日、火曜日の21時20分から元日スペシャルを放送。フジテレビの編成の都合上、レギュラー放送と大きく異なる曜日・時間帯での放送となった。
- 1月23日の放送で歴代最高視聴率24.1％（関東地区）を記録。関西地区でも24.0％を記録した。
- 2008年3月4日から、フジテレビ721→TWOで第1期からの再放送をしている。
- 2007年の『FNS27時間テレビ』のオープニングコーナー出演以来、2年連続で「FNSの日」の一つのコーナーとして放送される。
- 9月3日、視聴率23.6％を記録。関西地区で最高視聴率25.4％を記録する。

#### 2009年
2009年には、これまでのコーナーに加えて『ザ・ウラモネア』や『女芸人手作りバトル』が主力企画となったほか、ドッキリなどのお笑い企画が増えた。視聴率は前年のように20％を超えることはなくなったが、それでも15〜18％をキープしていた。しかし夏ごろから15％を切る回が多くなっていった。年間平均視聴率は15.7％（関東地区）。この年の最高視聴率は1月14日の19.7％。
- 秋頃からフジテレビの携帯サイトやフジテレビ On Demandで動画を配信開始。未放送のオリジナルコンテンツを含み、一部有料。
- 夏~秋ごろにかけてマンネリ化を避けるために「スターだらけの大運動会」「短縮鉄道の夜」「オシャレ魔女 アブandチェンジ」などといった人気コーナーが軒並み終了。

#### 2010年
この年になるとフジ系ドラマや映画の番宣でゲストとして出演している俳優たちが「ほぼ100円ショップ」の企画にメンバーらと一緒に挑戦する内容がメインとなり、放送1回分すべての放送時間を使って企画を放送することもあり、他の企画との比重が大きくなった。視聴率は9〜14％前後で推移。15％を越える回もあったが、2月24日の放送分では10.5%、11月3日放送分ではゴールデン昇格後での最低視聴率8.4%を記録するなど徐々に低迷がみられた。
- 2月3日、「しりたしキャバクラ」放送開始（後に「しりたしモナリザ」にリニューアル）。
- 4月14日放送分より字幕放送を実施。これで当時のフジテレビのプライムタイムのレギュラー録画番組はすべて字幕放送対応になった。
- 11月17日、西野メインで「スベルトンズ」というガイコツをモチーフにした3人組ユニットを結成。ショッピングモールでイベントも開催したが、悲愴感のように他番組で取り上げられるなどの反響は見られなかった。

#### 2011年
この年は「ほぼ100円ショップ」をメインに「カブらない披露宴」「ハネクーザ」などの企画を放送していた。メンバーが韓流アイドルに扮し、MC役に韓国出身タレントを起用した「悪童美女」という韓国色の強い企画も放送されていた。視聴率は前年度とあまり変化しなかった。
- 2月9日の放送分では『クイズ！ヘキサゴンII』と『ホンマでっか!?TV』と『ザ・ベストハウス123』との合体スペシャル『ヘキサはねるホンマ123』の1コーナーとして放送。『はねトび』レギュラーは『ヘキサゴンII』『ホンマでっか!?』『ベストハウス』にゲスト出演したが、虻川は『ホンマでっか!?』のパートで『イチハチスペシャル』（MBS・TBS系）にも出演していた。当日の『はねトび』は『ヘキサゴンII』のスタジオからで、放送されたコーナーは「ほぼ100円ショップ」と「ババデミービデオ大賞」の2つだった。「ほぼ100円ショップ」には『ヘキサゴンII』のスタジオでセットを組み立て、同番組司会者の島田紳助が挑戦した。
- 3月16日の放送分で放送開始10周年を迎えた。記念番組として「10周年スペシャル!!」が5月11日に放送され、第2弾が2週間後の5月25日に放送された。
- 4月よりCSでの再放送チャンネルがフジテレビONEに変更。
- 8月31日は『バカデミービデオ大賞』『ホンマでっか!?TV』『ザ・ベストハウス123』との合体スペシャル『人気バラエティ合体!はねるホンマ!?123ブチ抜き!!ゆかた祭り』の1コーナーとして放送された[注 2]。
- 9月21日以降、『クイズ!ヘキサゴンII』終了に伴う編成の都合上、月1〜2回の2時間スペシャルでの放送となった。

#### 2012年
「ほぼ100円ショップ」と単発企画がメインだった。コントコーナー（「あるかもしれない世界」）も復活したが、特に5月以降視聴率が一桁に低迷する様になった。
- 2月1日、約5か月ぶりに通常枠での放送を再開。視聴率11.3％。
- 8月15日、ゴールデン昇格後の最低視聴率7.4％を記録。
- 9月26日の2時間スペシャルをもって、放送終了。深夜時代から数えて11年半（うち中断期間半年）、「新しい波8」から数えて12年半の歴史に終止符を打った[3]。視聴率は6.7％と、ゴールデン昇格後の最低視聴率を最終回で更新するという幕切れになった。

## 放送リスト
出典：
| 回 | 放送日         | コント | コーナー                                                    | 備考                               |
| -- | -------------- | --- | ----------------------------------------------------------- | ---------------------------------- |
| 1  | 2001年 4月10日 | | はねるのトびら スタートまでの様子                           |                                    |
| 2  | 4月17日        | 取り調べ 忘れもの 憧れの女性 こだわりカレーの店 ポセイドン物語 伊東家の食卓 御中                                                                                                | グレーもんどう                                              |                                    |
| 3  | 4月24日        | ネタ見せ 一瞬に生きる男 売り込み ポセイドン物語 題名のない音楽会 | グレーもんどう                                              |                                    |
| 4  | 5月1日         | 続 伊東家の食卓 御中 墓標 なんとなくマン ポセイドン物語 会議にて | グレーもんどう                                              |                                    |
| 5  | 5月8日         | その男凶暴につき 大物作家 教師失格 ポセイドン物語 公園にて | グレーもんどう                                              |                                    |
| 6  | 5月9日         | 落としもの LAGER BEER マスターズの奇跡 自作ファンレター ポセイドン物語 なんとなくマン                                                                                           | グレーもんどう                                              |                                    |
| 7  | 5月18日        | その男凶暴につき ブーミン 待望の一瞬 自作ファンレター LAGER BEER ポセイドン物語 同窓会の夜                                                                                      | グレーもんどう                                              |                                    |
| 8  | 5月29日        | 麻雀放浪記 LAGER BEER 究極の選択 ごはんですよ ポセイドン物語 新婚さんいらっしゃい                                                                                               | グレーもんどう                                              |                                    |
| 9  | 6月5日         | その男凶暴につき カジサック君 なんとなくマン ポセイドン物語 自作ファンレター | グレーもんどう                                              |                                    |
| 10 | 6月12日        | じゃないですか。 ナレーションシリーズ バカボンド today's sinjo KIMIKO ポセイドン物語 アドベンチャー物語                                                                         |                                                             |                                    |
| 11 | 6月19日        | 落とし物 究極の選択 today's sinjo 出棺 氷川くん ポセイドン物語 アドベンチャー物語                                                                                               | 緊急企画「はやくはねなきゃ大変だぞ」のコーナー              |                                    |
| 12 | 6月26日        | リュウイチとシンヤ バカボンド さおりの憂鬱 today's sinjo ブーミン ポセイドン物語 Mr.Gray &Mr.Mord アドベンチャー物語                                                            |                                                             |                                    |
| 13 | 7月3日         | 県立北高等学校 ナレーションシリーズ today's shinjo KIMIKO なめんなよ ポセイドン物語 Mr.Gray&Mr.Mord アドベンチャー物語                                                          |                                                             |                                    |
| 14 | 7月17日        | じゃないですか 世直しバリバリ党 Today's shinjo バカボンド 氷川くん さおりの憂鬱 ポセイドン物語 アドベンチャー物語                                                               |                                                             |                                    |
| 15 | 7月24日        | 県立北高等学校 Today's Shinjo 深夜の占い！血液型選手権 NEW THE ROCK★ DAIBARLY HILLS ナレーションシリーズ ポセイドン物語 アドベンチャー物語                                      |                                                             |                                    |
| 16 | 7月31日        | スタバにて 世直しバリバリ党 DAIBARLY HILLS バカボンド なんとなくマン ポセイドン物語 Mr.G ray&Mrs.Mord アドベンチャー物語                                                        |                                                             |                                    |
| 17 | 8月7日         | NEW THE ROCK★ aikoでしょ aikoじゃない 不思議の穴 KIMIKO ポセイドン物語 アドベンチャー物語                                                                                       |                                                             |                                    |
| 18 | 8月14日        | 県立北高等学校 バカボンド DAIBARLY HILLS 久しぶり!！ Today's Shinjo さおりの憂鬱 やまとなでしこ スチュワーデス物語 ポセイドン物語 ラヂオの時間                                  |                                                             |                                    |
| 19 | 8月21日        | アドベンチャー物語 | ポセイドン物語 ドン・キホーテ小平店研修の様子               |                                    |
| 20 | 8月28日        | アドベンチャー物語 | ポセイドン物語 ドン・キホーテ小平店研修の様子               |                                    |
| 21 | 9月4日         | 色男とブ男 ナポレオン TOKYOスタイル ジェラシックパーク ポセイドン物語 アドベンチャー物語                                                                                        | グレーもんどう                                              |                                    |
| 22 | 9月11日        | RIKACOさん 不思議の穴 ブルースリー6 バカボンド ポセイドン物語 アドベンチャー物語                                                                                                |                                                             |                                    |
| 23 | 9月18日        | TOKYOスタイル なんとなくマン ブルースリー6 ホストの松野さん ファンなんです やまとなでしこ スチュワーデス物語 Nステーション                                                      | グレーもんどう 西野スタイル                                 |                                    |
| 24 | 10月9日        | RIKACOさん バカボンド こんにさわ赤ちゃん ポセイドン物語 Nステーション | リハーサル室での様子 大阪の人                               |                                    |
| 25 | 10月16日       | ナポレオン やまとなでしこ ブルースリー6 タカオとサエコ 格闘漫画家 ゆで・たまご先生 グレーもんどう 緊急レポート Ｎステーション                                                   | グレーもんどう                                              |                                    |
| 26 | 10月23日       | やまとなでしこ 考える人 ファンなんです 格闘漫画家 ゆで・たまご先生 | フジテレビ見学者コースの様子                                |                                    |
| 27 | 10月30日       | もう１つのあいのり 太陽にほえなさいよ！ クサイ仲 ブルースリー6 TOKYOスタイル ポセイドン物語                                                                                     |                                                             |                                    |
| 28 | 11月6日        | 不思議の穴 新キャラクター発表会 太陽にほえなさいよ！ なんとなくマンの華麗なる転身 タカオとサエコ 突撃レポート Ｎステーション                                                    | グレーもんどう                                              |                                    |
| 29 | 11月13日       | 恋の虜 Boy meet Girl's Parents 格闘漫画家 ゆで・たまご先生 やまとなでしこ LIVE ツルツル星より生中継 ファンなんです クサイ仲                                                     | グレーもんどう                                              |                                    |
| 30 | 11月27日       | 新説 仁義なき戦い 広島死闘篇 LIVE ツルツル星より生中継 タモさん家のネコ クサイ仲                                                                                                | 北陽・虻川の部屋にメンバーで押しかけ                        |                                    |
| 31 | 12月4日        | やまとなでしこ 太陽にほえなさいよ！ 格闘漫画家 ゆで・たまご先生 ポセイドン物語                                                                                                  | グレーもんどう                                              |                                    |
| 32 | 12月11日       | 冷静と情熱のあいだ カワイイ♥ カジッチャ！ はねるのトびら カジー・ポッターと魔法のホウキ 恋の虜 Boy meet Girl's Parents ポセイドン物語 アドベンチャー物語                        |                                                             |                                    |
| 33 | 12月18日       | 太陽にほえなさいよ！ のぞき カジッチャ！ はねるのトびら フシギな静電気 タモさん家のネコ ロケハン 人魚伝説 ～うちあげられて 泣かされじゃくりのど自慢                             | ADなんです                                                  |                                    |
| EX | 2002年 1月1日  | Mr.Gray & Mr.Mond バカボンド アドベンチャー物語 | ADなんです 緊急企画108懺悔！ Ｍｒ．キン肉氏＆Ｍｒ．テリー氏 | 2:45 - 4:00に放送。 新作のみ表記。 |
| 34 | 1月8日         | 超常未体験人間ミラクルマン 出産直前 電車にて タモさん家のネコ 恋の虜 Boy meet Girl's Parents タカオとサエコ TOKYOスタイル                                                       |                                                             |                                    |
| 35 | 1月15日        | カワイイ♥ 出棺 ぶっちゃける タモさん家のネコ お礼を言う男 ポセイドン物語 アドベンチャー物語                                                                                     |                                                             |                                    |
| 36 | 1月22日        | カワイイ♥ つかじたいすけくん（11） 癒しの伝導師 冬季五輪 応援キャンペーン 闘う男・星野監督 タモさん家のネコ やまとなでしこ 格闘漫画家 ゆで・たまご先生                          | ADなんです                                                  |                                    |
| 37 | 1月29日        | 最高の友達 コンビニの客 タモさん家のネコ レンタルビデオ屋にて Food Battle Club HANETOBI 赤と青 新キャラクター発表会2002 不思議の穴 16小節の自作ファンレター                     | ADなんです                                                  |                                    |
| 38 | 2月5日         | カワイイ♥ がんばれ！日本 闘う男・星野監督 ケインコスズキ 恋の虜 ～グローバルTPS物語～ 格闘漫画家 ゆで・たまご先生 つかじたいすけくん（11）                                      | ADなんです                                                  |                                    |
| 39 | 2月12日        | 分娩中 やまとなでしこ New Style Adult Shop Wild One 出棺 HANETOBI タカオとサエコ                                                                                                | ADなんです                                                  |                                    |
| 40 | 2月19日        | 闘う男・星野監督 小泉孝太郎似のメイクさん タモさん家のネコ 恋の虜 ～グローバルTPS物語～ ロング・ラブレター 漂流教室 四瓶                                                        | ADなんです                                                  |                                    |
| 41 | 2月26日        | S.P. 原新監督 癒しの伝道師 出棺 | 罰ゲーム ア・リ・コの災厄保険 ローンの虎                    |                                    |
| 42 | 3月12日        | カワイイ♥ 陰陽師 フリ無し芳一 オーシャンズ２ やまとなでしこ 店内禁煙 つかじたいすけ（11） 花粉情報 タモさん家のネコ 四瓶                                                        |                                                             |                                    |
| 43 | 3月19日        | 涙のホワイトデー 目指せハモネプ 女の戦い タモさん家のネコ 落研へようこそ 熟女キャディ 濡沢田潤子                                                                                | スズタク 超ミラクルタイプ                                   |                                    |
| 44 | 3月19日        | カワイイ♥ S.P. ネットアイドル命 MUGA様とおーたむSAN サラリーマン塚地さんの1発ギャグノススメ モンスターズ・陰部 TOKYOスタイル 闘う男・星野監督 恋の虜 ～グローバルTPS物語～ 出棺 | スズタク 超ミラクルタイプ エンディング                      |                                    |

| 回 | 放送日         | コント | コーナー                                                                                                 |
| -- | -------------- | --- | --- |
| 45 | 2002年 4月23日 | カワイイ♥ 今日のわんこ サラリーマン塚地さんの1発ギャグのススメ 新歓コンパ 闘う男・星野監督 もしも世界が100人の やまとなでしこ DV マジックマッシュルーム ネットアイドル命 MUGA様とおーたむSAN オーシャンズ2 恋の虜 ～グローバルTPS物語～ タカオとサエコ      | 出棺 公開収録                                                                                            |
| 46 | 6月4日         | LIVE2002 ニュースJAPAN ネットアイドル命 MUGA様とおーたむSAN ハネトビショッピング キレられる若者 板筒監督のこちトラのぞきじゃ FEVER サッカーワールドカップ開幕 サラリーマン塚地さんの1発ギャグノススメ 午後マック 招かざる客 鬼教官 濡沢田聡（38） ＤＶ S.P. | ドラマ『整形美人。』出演依頼の様子 加藤鷹の超スーパーテクニック                                          |
| 47 | 7月3日         | カワイイ♥ ７月１日 宴から1夜明け… ネットアイドル命 MUGA様とおーたむSAN きょうのわんこ 自己チュー キレられる若者 DV サラリーマン塚地さんの1発ギャグノススメ 午後マック 闘う男・星野監督 童貞ソー・ヤング 板倉健 恋敵は蝉時雨                                 | グローバルTPS物語 特別編 勝手にLIFE CARD                                                                 |
| 48 | 8月20日        | | グローバルTPS幸せ開発セミナー 武蔵野支部 お台場アクアシティ会場 勝手にLIFE CARD AP新井貴代のお中元大作戦 |
| 49 | 9月24日        | カワイイ♥ ネットアイドル命MUGA様とおーたむSAN オースティン・ムガ－ズ ゴールドフレーズ 次子 闘う男・星野監督 私立探偵 鈴マイク 聞き上手講座 話し上手講座 黒族 ガチンコハニー 妖怪と幽霊 TOKYOスタイル                                                        | 虻川家パーティー 酒井若菜が訪問                                                                          |

| 回 | 放送日         | コント | コーナー                                    |
| -- | -------------- | --- | ------------------------------------------- |
| 50 | 2002年 12月7日 | 美のカリスマ ネットアイドル命 MUGA様とおーたむSAN 大家族スペシャル’02冬 今日のけいつい GYAKU-GIRE 黒族 次子 ムードメーカー講座 土曜日のアルタ プロダクション人力舎物語 | THE LIVE はねるのトびらで逢いましょうの様子 |
| 51 | 2003年1月1日   | | 鈴木拓結婚式                                |

| 回 | 放送日   | コント | コーナー                                              |
| -- | -------- | --- | ----------------------------------------------------- |
| 52 | 4月7日   | カワイイ♡ 徹夜ンアソブ ナレーションシリーズ ネットアイドル命 MUGA様とおーたむSAN 踊る！あぶ御殿！！ サラリーマン塚地さんの1発ギャグのノススメ                    |                                                       |
| 53 | 4月14日  | なんでだろう？ 栞と博のテーマ 文豪 ネットアイドル命 MUGA様とおーたむSAN 大家族スペシャル'03春                                                                    |                                                       |
| 54 | 4月21日  | カワイイ♡ 新任教師 木西杉男 徹夜ンアソブ キダムに来てます！ 踊る！あぶ御殿！！ はねトびのファンなんです。                                                        |                                                       |
| 55 | 4月28日  | あいのりオーディション グローバルTPS物語 絵モジモジくん 巨匠監督の素顔 ガッテンだい〜女芸人虻子さん奮闘記〜 4月29日 東京国際コメディフェスティバル               |                                                       |
| 56 | 5月5日   | 感動ファクトリーはねるト! 栞と博のテーマ 絵モジモジくん 踊る！あぶ御殿！！ 徹夜ンアソブ 悲しい閉店〜ひろし寿司最後の日〜 サラリーマン塚地さんの1発ギャグノススメ |                                                       |
| 57 | 5月12日  | ナイチンゲールによろしく 午後マック 血液検査 プチ キダムに来てます！ 絵モジモジくん 踊る！あぶ御殿！！                                                           |                                                       |
| 58 | 5月19日  | 大阪で生まれた男 ガッテンだい〜女芸人虻子さん奮闘記〜 絵モジモジくん 大家族スペシャル'03春 ネットアイドル命 MUGA様とおーたむSAN                                  |                                                       |
| 59 | 5月26日  | カワイイ♡ 感動ファクトリーはねるト! いとうちゃん 栞と博のテーマ キダムに来てます！ 新任教師 木西杉男                                                             |                                                       |
| 60 | 6月2日   | 恋のから騒ぎ 女性出演者オーディション ナイチンゲールによろしく 絵モジモジくん 徹夜ンアソブ いとうちゃん 大家族スペシャル'03春                                    | 梶原雄太 復帰！！                                     |
| 61 | 6月9日   | 黒族 板倉健 あぶみ 馬場日記 ピンクハレルヤ物語 | ayu ready?メンバー出演                                |
| 62 | 6月16日  | ドリンクバー サラリーマン塚地さんの1発ギャグノススメ Weather News 栞と博のテーマ 絵モジモジくん 馬場日記                                                         | ayu ready?メンバー出演                                |
| 63 | 6月23日  | つくす女 感動ファクトリーはねるト! サラリーマン塚地さんの1発ギャグノススメ 黒族 ピンクハレルヤ物語 馬場日記                                                      |                                                       |
| 64 | 6月30日  | ケーキの誘惑 名探偵イタナン 栞と博のテーマ ネットアイドル命 MUGA様とおーたむSAN アブないカジノ                                                                   |                                                       |
| 65 | 7月7日   | カワイイ♡ キレられる若者 BOSS 絵モジモジくん かぶってごらん 黒族                                                                                                 |                                                       |
| 66 | 7月14日  | 感動ファクトリーはねるト! 徹夜ンアソブ 大家族スペシャル'03夏 ピンクハレルヤ物語 アブないカジノ                                                                   |                                                       |
| 67 | 7月21日  | ケーキの誘惑 心の居酒屋六甲おろし ハネトビ・ゴールド かぶってごらん 絵モジモジくん グローバルTPS物語                                                             |                                                       |
| 68 | 7月28日  | 県立北高等学校 ガッテンだい〜女芸人虻子さん奮闘記〜 DVD II BOX CM 栞と博のテーマ 8×8                                                                             |                                                       |
| 69 | 8月4日   | いまどきの全国高校柔道選手権 かぶってごらん イタカラス カジカラス〜覆面タッグの舞台裏〜 午後マック                                                               |                                                       |
| 70 | 8月11日  | 感動ファクトリーはねるト! 黒族 サラリーマン塚地さんの1発ギャグノススメ 取調室 世界ドM童話                                                                        |                                                       |
| 71 | 8月18日  | 愛は地球を救う NOと言えるお断り講座 DVD II BOX CM ピンクハレルヤ物語 デザートの誘惑                                                                              |                                                       |
| 72 | 8月25日  | | Pink Hallelujan野外ミサin台場                         |
| 73 | 9月1日   | カワイイ❤️ 名探偵イタナン お詫び致します 次子 エンタの貧乏神様                                                                                                   |                                                       |
| 74 | 9月8日   | ガッテンだい〜女芸人虻子さん奮闘記〜 イタカラス カジカラス〜覆面タッグの舞台裏〜 元カレ 栞と博のテーマ                                                           |                                                       |
| 75 | 9月15日  | 最近の居酒屋 男と女の間で 座頭坂 グローバルTPS物語 | H.R.はねトびホームルーム                              |
| 76 | 10月13日 | カレーの歌〜仲良し母娘のお買い物〜 こちら裏原宿派出所 座頭坂 恋愛男塾 ネットアイドル命 MUGA様とおーたむSAN                                                       | H.R.はねトびホームルーム                              |
| 77 | 10月20日 | | はねトび釣り大会                                      |
| 78 | 10月27日 | 黒族 ツカジコック劇場 I' m lovln' lt 馬場さん ハネカフェ マロンブレンド                                                                                          | はねトび釣り大会                                      |
| 79 | 11月3日  | いじめられっこ母校へ帰る 大家族スペシャル'03秋 I' m lovln' it エンタの貧乏神様 メアド変更 ツカジコック劇場 お詫び致します                                        |                                                       |
| 80 | 11月10日 | 化粧品売り場 世界的ブルースシンガー ヤナギリュウジ 座頭坂 ピンクハレルヤ物語 バカタレ！                                                                          |                                                       |
| 81 | 11月17日 | 未来ある若者たち 恋愛男塾 栞と博のテーマ こちら裏原宿派出所 |                                                       |
| 82 | 11月24日 | 馬場さん ツカジコック劇場 ホストに通う女 徹夜ンアソブ |                                                       |
| 83 | 12月1日  | 最終オーディション マッチョリックス 髪が傷むって思ってた。 哲哉とお父さん 誤解してない？                                                                         | 11.24 Pink Hallelujan 新曲LIVE                        |
| 84 | 12月8日  | かぶってごらん マッチョリックス リローデッド 世界的ブルースシンガー ヤナギリュウジ 誤解してない？                                                                | 宇宙戦隊 さかさマン                                   |
| 85 | 12月15日 | グローバルTPS物語 | 香取慎吾 メンバーと再会！                             |
| 86 | 12月30日 | | 黒族 ロケ編 つかじだいすけ ロケ編 男と女の間で ロケ編 |

| 回  | 放送日   | コント | コーナー                                              |
| --- | -------- | --- | ----------------------------------------------------- |
| 87  | 1月6日   | 黒族 春道STYLE サラリーマン塚地さんの1発ギャグノススメ こちら裏原宿派出所 エンタの貧乏神様 居酒屋黒兵衛                                                          | 栞と博のテーマ ロケ編                                 |
| 88  | 1月13日  | プライド 哲哉とお父さん エンタの貧乏神様 | 宇宙戦隊 さかさマン                                   |
| 89  | 1月20日  | ヤナギリュウジ 馬場さん エンタの貧乏神様 栞と博のテーマ ピンクハレルヤ物語                                                                                       |                                                       |
| 90  | 1月27日  | つかじたいすけくん ステージママはつらいよ 恋愛男塾 ほんとにあった噛み合わない話 哲哉とお父さん マスオさんは婿養子 サラリーマン塚地さんの1発ギャグノススメ AM3:00 |                                                       |
| 91  | 2月3日   | 二三日 節分 黒族 ハチ公改札 男と女の間で 春道STYLE サラリーマン塚地さんの1発ギャグノススメ 涙の謝罪演説 居酒屋黒兵衛                                             |                                                       |
| 92  | 2月10日  | FIRE BOYS 好きなタレント調査 ツカジコック劇場 栞と博のテーマ | 宇宙戦隊 さかさマン                                   |
| 93  | 2月17日  | 馬場さん エンタの貧乏神様 午後マック 澪美 〜エレベーターの女〜 ヤナギリュウジ                                                                                    |                                                       |
| 94  | 2月24日  | こちら裏原宿派出所 澪美 〜エレベーターの女〜 ピンクハレルヤ物語 ステージママはつらいよ                                                                           | 宇宙戦隊 さかさマン                                   |
| 95  | 3月9日   | 僕と彼女と彼の生きる道 つかじどん！ 注文（オーダー） 冬／梶山雄吾 哲哉とお父さん                                                                                 | ぶっちゃけ                                            |
| 96  | 3月16日  | ほんとにあったガッカリした話 ヤナギリュウジ サラリーマン塚地さんの1発ギャグノススメ                                                                              | 宇宙戦隊 さかさマン                                   |
| 97  | 3月23日  | | はねトびスキー大会                                    |
| 98  | 3月30日  | 澪美 〜エレベーターの女〜 ツカジコック劇場 栞と博のテーマ 居酒屋黒兵衛 エンタの貧乏神様                                                                          | ぶっちゃけ                                            |
| 99  | 4月6日   | こちら裏原宿派出所 一緒に暮らそう？ 割れない話 ステージママはつらいよ ブチギレハイスクール                                                                       |                                                       |
| 100 | 4月13日  | チューリップの会 馬場さん 澪美 〜エレベーターの女〜 太郎チビ梶郎 割れない話 歓迎されない新入生 -文学部1年 村田さなえの場合-                                      | ぶっちゃけ                                            |
| 101 | 4月20日  | カワイイ♥ 注文（オーダー）の多い料理店 何してる？ エンタの貧乏神様                                                                                               |                                                       |
| 102 | 4月27日  | 哲哉とお父さん 何してる？ | TSUKAJI24                                             |
| 103 | 5月5日   | エンタの貧乏神様 何してる？ | TSUKAJI24                                             |
| 104 | 5月11日  | アテネに賭ける父子鷹 何してる？ | TSUKAJI24                                             |
| 105 | 5月18日  | チューリップの会 澪美 〜エレベーターの女〜 | TSUKAJI24                                             |
| 106 | 5月25日  | エンタの貧乏神様 ムンク君の叫び | TSUKAJI24                                             |
| 107 | 6月1日   | 哲哉とお父さん 何してる？ ガリガリ人間キャシャー 馬場さん 割れない話                                                                                             |                                                       |
| 108 | 6月8日   | こちら裏原宿派出所 澪美 〜エレベーターの女〜 ブチギレハイスクール                                                                                                | 宇宙戦隊さかさマン ぶっちゃけ                         |
| 109 | 6月15日  | アテネに賭ける父子鷹 チューリップの会 MOTOR BOYS 澪美 〜エレベーターの女〜 一緒に暮らそう？                                                                      |                                                       |
| 110 | 6月22日  | 哲哉とお父さん ムンク君の叫び 盛り上がれないバーベキュー 〜文学部1年 村田さなえの場合〜                                                                          |                                                       |
| 111 | 6月29日  | 海猿 栞と博のテーマ MOTOR BOYS 馬場さん 割れない話 | ぶっちゃけ                                            |
| 112 | 7月6日   | こちら裏原宿派出所 ロリママ ガリガリ人間キャシャー エンタの貧乏神様                                                                                              | ぶっちゃけ                                            |
| 113 | 7月13日  | チューリップの会 ロリママ 澪美 WESTSIDE STORY -つかじたいすけ-                                                                                                   | ぶっちゃけ                                            |
| 114 | 7月20日  | アテネに賭ける父子鷹 澪美 〜エレベーターの女〜 夏のお嬢さんたちへ 栞と博のテーマ                                                                                 |                                                       |
| 115 | 7月27日  | 盛り上がれない夏休み 〜文学部1年 村田さなえの場合〜 ガリガリ人間キャシャー                                                                                       | 宇宙戦隊さかさマン お台場冒険王オープニングセレモニー |
| 116 | 8月3日   | ムンク君の叫び 夏のお嬢さんたちへ | ぶっちゃけ 27時間テレビ 大反省会                      |
| 117 | 8月10日  | 夏のお嬢さんたちへ カワイイ♥ ブチギレハイスクール 年金ゾンビ |                                                       |
| 118 | 8月17日  | チューリップの会 -真夏の大放出を3日後に控えて- 夏のお嬢さんたちへ                                                                                                | 未公開スペシャル                                      |
| 119 | 8月24日  | ムンク君の叫び 一緒に暮らそう？ 夏のお嬢さんたちへ | 宇宙戦隊さかさマン                                    |
| 120 | 8月31日  | | チューリップの会 〜真夏の大放出〜                     |
| 121 | 9月7日   | ロリママ アイドル誕生？めろんしろっぷ物語 筋トレ男 お料理教室 エンタの貧乏神様                                                                                   | ぶっちゃけ                                            |
| 122 | 9月14日  | 澪美 〜エレベーターの女〜 アテネに賭ける父子鷹 栞と博のテーマ | ぶっちゃけ                                            |
| 123 | 9月21日  | お笑いのススメ 馬場さん | ぶっちゃけ 9月生まれのメンバーにサプライズのお祝い    |
| 124 | 10月5日  | 澪美 〜エレベーターの女〜 こちら裏原宿派出所 ムンク君の叫び 頑張るお父さん〜大黒柱は何でも出来なきゃ〜 エンタの貧乏神様                                          | ぶっちゃけ                                            |
| 125 | 10月12日 | アイドル誕生？めろんしろっぷ物語 早朝の散歩 秋山森乃進（82）の日課 盛り上がれない果物狩り? 〜文学部1年 村田さなえの場合〜 最年少マジシャン 山之上兄弟            | ぶっちゃけ                                            |
| 126 | 10月19日 | 澪美〜エレベーターの女〜 哲哉とお父さん ～バツイチ父子の列車旅行記 新人マネージャー板島誠一郎（24） 一緒に暮らそう？                                             | ぶっちゃけ                                            |
| 127 | 10月26日 | チューリップの会 馬場さん 心にゆとりを〜許す気持ちが大切です〜 お料理教室 最年少マジシャン 山之上兄弟                                                            | ぶっちゃけ                                            |
| 128 | 11月2日  | ロリママ アイドル誕生？めろんしろっぷ物語 澪美〜エレベーターの女〜 学園祭実行委員 〜松戸大4年丸井君と福島君〜 押忍！相撲部                                       | ぶっちゃけ                                            |
| 129 | 11月9日  | 盛り上がれない学園祭 〜文学部1年 村田さなえの場合〜 早朝の散歩 秋山森乃進（82）の日課 こちら裏原宿派出所                                                         |                                                       |
| 130 | 11月16日 | 新人マネージャー板島誠一郎（24） 北京に賭ける父子鷹 | ぶっちゃけ                                            |
| 131 | 11月23日 | 春日局～若君ご誕生～ 一緒に暮らそう？ 学園祭実行委員 〜松戸大4年丸井君と福島君〜 今年を振り返る～どんな言葉がありましたっけ？                                    |                                                       |
| 132 | 11月30日 | 人権に篤い男達 〜理想に燃える若き弁護士〜 つかじたいすけ 澪美〜エレベーターの女〜 馬場さん 愛のテロリスト 早朝の散歩 秋山森乃進（82）の日課                      |                                                       |
| 133 | 12月7日  | 盛り上がれないクリスマス 〜文学部1年 村田さなえの場合〜 新人マネージャー板島誠一郎（24） お料理教室                                                              |                                                       |
| 134 | 12月14日 | 哲哉とお父さん ブチギレハイスクール |                                                       |
| 135 | 12月21日 | かくし芸担当ADの悩み 〜新人 梶木つとむ（21）の場合〜 アイドル誕生？ めろんしろっぷ物語                                                                           | ぶっちゃけ 2005年かくし芸打ち合わせ                   |

| 回  | 放送日   | コント | コーナー                                                          | ゲスト                                                                         | 備考                                               |
| --- | -------- | --- | ----------------------------------------------------------------- | ------------------------------------------------------------------------------ | -------------------------------------------------- |
| 136 | 1月11日  | 塚リン オブ ジョイトイ 栞と博のテーマ R110指定の店 | かくし芸の裏側                                                    |                                                                                |                                                    |
| 137 | 1月18日  | 馬場さん エンタの貧乏神様 | ぶっちゃけ 秋山の人生で一番長いX'masイヴ（前編）                  |                                                                                |                                                    |
| 138 | 1月25日  | | 秋山の人生で一番長いX'masイヴ（前編）                             |                                                                                |                                                    |
| 139 | 2月1日   | 電車男 -車内ではマナーを守りましょう- 一緒に暮 らそう？ 全日本大学QUIZ選手権～若きクイズ王たちの死闘～ 学園祭実行委員 松戸大4年丸井君と福島君                                                              |                                                                   |                                                                                |                                                    |
| 140 | 2月8日   | 2月14日 チョコレートを渡して男子に告白 新人マネージャー板島誠一郎（24） ブサンボマスター 北京に賭ける父子鷹                                                                                                |                                                                   |                                                                                |                                                    |
| 141 | 2月15日  | 早朝の散歩 秋山森乃進（82）の日課 GOGO部長 カワイイ♥ ブサンボマスター |                                                                   |                                                                                |                                                    |
| 142 | 3月1日   | いじめ？ つつせん 檀さん 若手芸人丸さん福ちゃん ブサンボマスター |                                                                   |                                                                                |                                                    |
| 143 | 3月8日   | 塚リンオブジョイトイ 盛り上がれない引っ越し祝い 文学部1年 村田さなえの場合 QUIZ TOUCH&GO | テリー板倉の元気が出るコーナー                                    |                                                                                |                                                    |
| 144 | 3月15日  | 早朝の散歩 秋山森乃進（82）の日課 GOGO部長 ブサンボマスター 馬場さん |                                                                   | 風間杜夫                                                                       |                                                    |
| 145 | 3月22日  | | 北陽 伊藤さおりバレンタイン企画 前編                              |                                                                                |                                                    |
| 146 | 3月29日  | ブサンボマスター 若手芸人丸さん福ちゃん | 北陽 伊藤さおりバレンタイン企画 後編                              |                                                                                |                                                    |
| 147 | 4月12日  | | フジテレビ入社式ロケ ＮＧ集                                       |                                                                                |                                                    |
| 148 | 4月19日  | エンタの貧乏神様 若手芸人丸さん福ちゃん 塚リンオブジョイトイ | ABUCHANS 告知                                                     |                                                                                |                                                    |
| 149 | 4月26日  | 馬場さん | ABUCHANS                                                          | 勝俣州和                                                                       |                                                    |
| 150 | 5月3日   | 盛り上がれない来訪者 文学部2年 村田さなえ ブサンボマスター 若手芸人丸さん福ちゃん | 村田さなえ 収録後                                                 |                                                                                |                                                    |
| 151 | 5月10日  | 塚リンオブジョイトイ TKさん＆デスクさん 秋山美知江と馬場圧子 岡田桜子 人事部秘書課 | ABUCHANS                                                          | ウエンツ瑛士 小池徹平                                                          |                                                    |
| 152 | 5月17日  | 岡田桜子 人事部秘書課 早朝の散歩 秋山森乃進（82）の日課 火曜日のエンジン 反省 芋掘りダンス | 跳ねるの菌太郎                                                    |                                                                                |                                                    |
| 153 | 5月24日  | 火曜日のエンジン 若手芸人丸さん福ちゃん 新人マネージャー板島誠一郎（24） | ABUCHANS                                                          | 中尾明慶                                                                       |                                                    |
| 154 | 5月31日  | ブサンボマスター 岡田桜子 人事部秘書課 アナウンサー予備校 女子アナ志望～村田さなえの場合 火曜日のエンジン                                                                                                  | 新説・幕末 黒船来航にゆれる偉人たち                               |                                                                                |                                                    |
| 155 | 6月7日   | 岡田桜子 人事部秘書課 TKさん＆デスクさん 秋山美知江と馬場圧子 C-3POとR2-D2 火曜日のエンジン | ABUCHANS                                                          | 佐々木健介 北斗晶                                                              |                                                    |
| 156 | 6月14日  | 北京に賭ける父子鷹 火曜日のエンジン C-3POとR2-D2 | 新説・幕末 黒船来航にゆれる偉人たち                               |                                                                                |                                                    |
| 157 | 6月21日  | ナニワ笑百科～世の中のトラブル解決します 岡田桜子 人事部秘書課 馬場さん 火曜日のエンジン | ABUCHANS                                                          | 竹山隆範（カンニング）                                                         |                                                    |
| 158 | 6月28日  | 若手芸人丸さん福ちゃん 板倉ヒロシ～娘が彼氏を連れてきた日～ 火曜日のエンジンFinalLap | 新説・幕末 黒船来航にゆれる偉人たち                               |                                                                                |                                                    |
| 159 | 7月5日   | 岡田桜子 人事部秘書課 泣き虫アナ～女子バレーボールワールドグランプリ2005～ C-3POとR2-D2 | ABUCHANS                                                          | ソフトボール日本代表                                                           |                                                    |
| 160 | 7月12日  | TKさん＆デスクさん 秋山美知江と馬場圧子 岡田桜子 人事部秘書課 ナニワ笑百科～世の中のトラブル解決します | 新説・幕末 黒船来航にゆれる偉人たち                               |                                                                                |                                                    |
| 161 | 7月19日  | 若手芸人とんちんかんちん ブサンボマスター | ABUCHANS                                                          | 石原良純                                                                       |                                                    |
| SP  | 7月26日  | 哲哉とお父さん | ABUCHANS 北京に賭ける父子鷹SP 新説・幕末 黒船来航にゆれる偉人たち | 石橋貴明 アニマル浜口 浜口京子 上戸彩 アジャ・コング 工藤静香                  | カスペ!枠での放送。                                |
| 162 | 7月26日  | カワイイ♥ | 今夜のスペシャルに入りきらないSP                                  | ボビー・オロゴン 石橋貴明 アニマル浜口 浜口京子 上戸彩 アジャ・コング 福田沙紀 |                                                    |
| 163 | 8月2日   | 岡田桜子 人事部秘書課 馬場さん ♪言いたいことも言えずに ブサンボマスター | はねトびｉｎ冒険王 遊びに来ていた秋山森乃進（83）                 |                                                                                |                                                    |
| 164 | 8月9日   | 泣き虫アナ～失意の選挙事務所～ タイの天才予言者 イタチャイ 若手芸人とんちんかんちん |                                                                   | 竹中直人                                                                       |                                                    |
| 165 | 8月16日  | | 夏休み特別編 ゲスト傑作選＆未公開集                               |                                                                                |                                                    |
| 166 | 8月23日  | | とんちんかんちんのアリっちゃアリ？ アリっちゃアリな未公開VTR      |                                                                                |                                                    |
| 167 | 8月30日  | ナニワ笑百科～世の中のトラブル解決します | 山本博ドッキリ総集編 祝ゴールデン進出 山本ドッキリ企画            |                                                                                | この回にて、10月からのゴールデン昇格が発表された。 |
| 168 | 9月6日   | | P-1 GRAND PRIX                                                    |                                                                                |                                                    |
| 169 | 9月13日  | ブチギレハイスクール タイの天才予言者 イタチャイ | 新説・幕末黒船来航にゆれる偉人たち                                |                                                                                |                                                    |
| 170 | 9月20日  | | ゴールデン進出直前コントおさらいSP！                              |                                                                                |                                                    |
| 171 | 10月19日 | 秋は人恋しくなる季節 ヤナギリュウジ ネタ見せ レイザーラモンHL 梶田三兄弟 今日だけ特別 無理せずダイエット グローバルTPSエステティックサロン                                                                 | ABUCHANS イタッチーが行く！                                       | 吉田秀彦 伊東美咲 高嶋政伸                                                     |                                                    |
| 172 | 10月26日 | 杉村タイゾー衆議院議員 秋山森乃進（83）の悩み 改造途中人間キモイダー 合体王者スズキング 馬場さん 夜の水ヒットパレード                                                                                      | P-1 GRAND PRIX イタッチーが行く！                                 | ヒロミ 永井大 滝沢沙織                                                         |                                                    |
| 173 | 11月2日  | ネタ見せ レイザーラモンHL再び現る 梶田三兄弟 杉村タイゾー衆議院議員 水中おしゃれ人間雄太くん 哲哉とお父さん ブタヂエ 夜の水ヒットパレード 盛り上がった合コン 当世テレビ番組的な伝え方                      | はねトび正座大運動会                                              |                                                                                |                                                    |
| 174 | 11月9日  | 涙のよさこい 踊りに懸けた熱き思い IT社長たちの饗宴 世にも贅沢な究極の料理 馬場さん ねんねしな まんが日本昔話風癒しの子守唄                                                                                 | ABUCHANS イタッチーが行く！                                       | 琴欧州 ボビー・オロゴン                                                        |                                                    |
| 175 | 11月23日 | 哲哉とお父さん 夜の水ヒットパレード | ABUCHANS 走れオーケストラン はねトび正座大運動会 P-1GRANDPRIX     | 中村紀洋 観月ありさ ヒロミ                                                     | 2時間スペシャル                                    |
| 176 | 11月30日 | ある弱小部屋の憂鬱 外国人力士よ朝青龍・琴欧州に続け 水中おしゃれ人間雄太くん 秋山森乃進（83）のお相手は 改造途中人間キモイダー 杉村タイゾー衆議院議員 100％お父さん～一家の大黒柱は常に全力投球～ ブタヂエ | ABUCHANS                                                          | レイザーラモンHG                                                               |                                                    |
| 177 | 12月14日 | 哲哉とお父さん 夜の水ヒットパレード 走れオーケストラン | P-1GRANDPRIX                                                      | ヒロミ                                                                         |                                                    |

| 回  | 放送日   | コント | コーナー                                                                       | ゲスト | 備考            |
| --- | -------- | --- | ------------------------------------------------------------------------------ | --- | --------------- |
| 178 | 1月18日  | 水中おしゃれ人間雄太くん ヤナギリュウジ ねんねしな まんが日本昔話風癒しの子守唄 涙のよさこい 踊りに懸けた熱き思い 馬場さん            | はねトび正座大運動会 イタッチーが行く！                                        | |                 |
| 179 | 1月25日  | メイド喫茶 仔猫にゃん スーパーセレブたちの饗宴 世にも贅沢な究極の料理 倖田アブ 哲哉とお父さん 不動さん LASTLEFTY 11人の最後の左利き達 | ABUCHANS                                                                       | 次長課長 |                 |
| 180 | 2月1日   | 新夜王 伝説のホスト田原トシヒコ現る                                                                                                   | P-1GRANDPRIX イタッチーが行く！                                                | アンガールズ 朝青龍 |                 |
| 181 | 2月8日   | | ハッピーバレバレンタイン                                                       | 谷原章介 藤木直人 黄川田将也 パンツェッタ・ジローラモ 東幹久 |                 |
| 182 | 2月22日  | | はねトリノ2006 お笑いフィギュア選手権                                          | | 2時間スペシャル |
| 183 | 3月1日   | ボケ年齢チェック | ためしてガットン イタッチーが行く！                                            | パク・ヨンハ |                 |
| 184 | 3月8日   | | はねトび正座大運動会 走れオーケストラン イタッチーが行く                       | |                 |
| 185 | 3月15日  | | 西野ホワイトデー企画                                                           | |                 |
| 186 | 4月19日  | | ハッピーバレバレンタイン スターだらけの大運動会                                | 坂口憲二 小池徹平 伊藤英明 佐藤隆太 中村紀洋 清原和博 ジャン・レノ 上戸彩 上原美佐 レギュラー チュートリアル アンタッチャブル アンガールズ 竹山隆範（カンニング） 長州小力 レイザーラモンHG テル（どーよ） ゆうたろう 神奈月 | 2時間スペシャル |
| 187 | 4月26日  | 家庭内プロレス 恐れる男 塚ジーコ監督 ヤリマスモデル・アブちゃん                                                                       | ハッピーバレバレンタイン 未公開SP スターだらけの大運動会                       | 長州小力 レイザーラモンHG テル（どーよ） ゆうたろう 神奈月 |                 |
| 188 | 5月10日  | 家庭内プロレス 恐れる男 塚ジーコ監督 おじいちゃんといっしょ 哲哉とお父さん                                                            | スターだらけの大運動会 笑わせるセールスマン 音楽室の放課後                     | まちゃまちゃ テル（どーよ） ゆうたろう 神奈月 |                 |
| 189 | 5月17日  | 家庭内プロレス 恐れる男 塚ジーコ監督 おじいちゃんといっしょ                                                                           | 回転SUSHI 音楽室の放課後 スターだらけの出張緊急企画                            | 伊藤英明 加藤あい 佐藤隆太 浅見れいな |                 |
| 190 | 5月24日  | 哲哉とお父さん 家庭内プロレス 恐れる男 塚ジーコ監督 おじいちゃんといっしょ                                                            | 回転SUSHI スターだらけの大運動会                                               | アンガールズ 神奈月 テル（どーよ） ゆうたろう |                 |
| 191 | 6月14日  | おじいちゃんといっしょ | 回転SUSHI 音楽室の放課後                                                       | 香田晋 |                 |
| 192 | 6月21日  | 哲哉とお父さん ヤリマスモデルアブちゃん                                                                                               | 回転SUSHI                                                                      | |                 |
| 193 | 6月28日  | | 回転SUSHI 恐れる男 塚ジーコ監督 in ドイツ                                      | |                 |
| 194 | 7月5日   | おじいちゃんといっしょ | 回転SUSHI ほぼ100円ショップ スターだらけの大運動会                             | 松たか子 竹山隆範(カンニング） テル（どーよ） ゆうたろう |                 |
| 195 | 7月12日  | 水曜日のHERO | 回転SUSHI ほぼ100円ショップ オシャレ魔女アブandチェンジ                        | 研ナオコ MEGUMI |                 |
| 196 | 7月19日  | 哲哉とお父さん 家庭内プロレス | 回転SUSHI オシャレ魔女アブandチェンジ ヤリマスモデルアブちゃんinドイツ         | ウエンツ瑛士 平山あや |                 |
| 197 | 8月2日   | おじいちゃんといっしょ 民間駐車監視員 トップキャスター 道案内                                                                         | 黒兵衛のエプロン オシャレ魔女アブandチェンジ                                   | 夏川純 |                 |
| 198 | 8月9日   | | スターだらけの大運動会 はねトび in お台場冒険王                                | 香田晋 テル（どーよ） ゆうたろう |                 |
| 199 | 8月16日  | | 総集編                                                                         | |                 |
| 200 | 8月23日  | | スターだらけの大運動会 オシャレ魔女アブandチェンジ ほぼ100円ショップ 回転SUSHI | 香田晋 テル（どーよ） ゆうたろう 友近 アンガールズ 叶姉妹 西川きよし 西川ヘレン 加藤茶 | 2時間スペシャル |
| 201 | 8月30日  | | 回転SUSHI オシャレ魔女アブandチェンジ ほぼ100円ショップ                        | 山下智久 若槻千夏 |                 |
| 202 | 9月6日   | おじいちゃんといっしょ | 回転SUSHI オシャレ魔女アブandチェンジ ギリギリッス                             | ユースケ・サンタマリア ほしのあき |                 |
| 203 | 10月4日  | | スターだらけの大運動会 オシャレ魔女アブandチェンジ ほぼ100円ショップ 回転SUSHI | 香田晋 テル（どーよ） ゆうたろう 金剛地武志 大地洋輔（ダイノジ） 松本伊代 早見優 堀ちえみ 神田うの 中村玉緒 | 2時間スペシャル |
| 204 | 10月18日 | | ほぼ100円ショップ 音楽室の放課後                                               | 八嶋智人 高橋ジョージ |                 |
| 205 | 10月25日 | | 回転SUSHI GENRYO倶楽部 オシャレ魔女アブandチェンジ                             | 森迫永依 美山加恋 安田美沙子 |                 |
| 206 | 11月8日  | 家庭内プロレス | ほぼ100円ショップ ギリギリッス                                                 | チュートリアル |                 |
| 207 | 11月15日 | | 回転SUSHI スターだらけの大運動会 オシャレ魔女アブandチェンジ                   | 大泉洋 テル（どーよ） ゆうたろう 熊田曜子 |                 |
| 208 | 11月22日 | | 回転SUSHI ほぼ100円ショップ                                                    | ロンドンブーツ1号2号 ユンソナ |                 |
| 209 | 11月29日 | | スターだらけの大運動会 オシャレ魔女アブandチェンジ GENRYO倶楽部 ぬるま湯温泉   | テル（どーよ） ゆうたろう 西川史子 |                 |
| 210 | 12月13日 | | 回転SUSHI ほぼ100円ショップ ギリギリッス                                       | 薬丸裕英 泉ピン子 |                 |
| 211 | 12月20日 | | クリスマス特別編                                                               | |                 |

| 回  | 放送日   | コント                                  | コーナー                                                                                    | ゲスト | 備考                |
| --- | -------- | --------------------------------------- | ------------------------------------------------------------------------------------------- | --- | ------------------- |
| 212 | 1月3日   |                                         | 回転SUSHI ほぼ100円ショップ オシャレ魔女アブandチェンジ スターだらけの大運動会 ギリギリッス | 唐沢寿明 上戸彩 小泉孝太郎 和田アキ子 香田晋 タカアンドトシ ザ・たっち オリエンタルラジオ テル（どーよ） ゆうたろう | 2時間30分スペシャル |
| 213 | 1月17日  | 間違いだらけのm1グランプリ              | 回転SUSHI オシャレ魔女アブandチェンジ GENRYO倶楽部                                          | 中森明菜 矢口真里                                                                                                   |                     |
| 214 | 1月24日  | 家庭内プロレス                          | ほぼ100円ショップ ギリギリッス                                                              | 片平なぎさ |                     |
| 215 | 1月31日  | 家庭内プロレス                          | 回転SUSHI オシャレ魔女アブandチェンジ ぬるま湯温泉                                          | 久本雅美 梅垣義明 マリエ                                                                                            |                     |
| 216 | 2月7日   |                                         | スターだらけの大運動会 GENRYO倶楽部 ぬるま湯温泉 ワライの品格                               | バナナマン しあつ野郎 テル（どーよ） ゆうたろう                                                                     |                     |
| 217 | 2月14日  |                                         | オシャレ魔女アブandチェンジ 西野バレンタイン企画                                            | 安めぐみ ロンドンブーツ１号２号 チュートリアル 次長課長                                                             |                     |
| 218 | 2月21日  |                                         | ほぼ100円ショップ ギリギリッス GENRYO倶楽部 ぬるま湯温泉                                    | 速水もこみち 泉谷しげる                                                                                             |                     |
| 219 | 2月28日  | 絶対にマネしないで下さい                | 回転SUSHI オシャレ魔女アブandチェンジ                                                       | 菊川怜 香里奈 |                     |
| 220 | 3月7日   |                                         | ほぼ100円ショップ ギリギリッス                                                              | デヴィ・スカルノ |                     |
| 221 | 3月14日  | 絶対にマネしないで下さい 家庭内プロレス | スターだらけの大運動会 GENRYO倶楽部 実録スケバン物語虻川先輩の呼び出し                      | ペナルティ チャド・マレーン テル（どーよ） ゆうたろう ハリセンボン                                                  |                     |
| 222 | 4月4日   |                                         | 回転SUSHI ほぼ100円ショップ オシャレ魔女アブandチェンジ ギリギリッス                        | 志村けん 観月ありさ 山下智久 長澤まさみ ガレッジセール                                                              | 2時間スペシャル     |
| 223 | 4月11日  | 絶対にマネしないで下さい                | 短縮鉄道の夜 山本博の実家に訪問                                                             | |                     |
| 224 | 4月18日  |                                         | 短縮鉄道の夜 ほぼ100円ショップ                                                              | タッキー&翼 |                     |
| 225 | 4月25日  |                                         | 回転SUSHI スターだらけの大運動会 豚地クリニック ぬるま湯温泉                                | 菅野美穂 ウエンツ瑛士 チャド・マレーン テル（どーよ） ゆうたろう 本上まなみ                                         |                     |
| 226 | 5月9日   |                                         | 短縮鉄道の夜 実録スケバン物語虻川先輩の呼び出し ギリギリッス                                | |                     |
| 227 | 5月16日  |                                         | オシャレ魔女アブandチェンジ ほぼ100円ショップ                                               | 滝沢沙織 井森美幸                                                                                                   |                     |
| 228 | 5月23日  | 絶対にマネしないで下さい                | 短縮鉄道の夜 スターだらけの大運動会 ぬるま湯温泉                                            | ブラックマヨネーズ ガリットチュウ テル（どーよ） ゆうたろう                                                         |                     |
| 229 | 5月30日  |                                         | 短縮鉄道の夜 ほぼ100円ショップ                                                              | 大塚範一 皆藤愛子                                                                                                   |                     |
| 230 | 6月13日  |                                         | 回転SUSHI 豚地クリニック オシャレ魔女アブandチェンジ                                        | 伊藤綺夏 三村マサカズ 山田優 吉川ひなの                                                                             |                     |
| 231 | 6月20日  |                                         | ギリギリッス 実録スケバン物語虻川先輩の呼び出し                                             | 梶原未来子 |                     |
| 232 | 6月27日  |                                         | 短縮鉄道の夜 ほぼ100円ショップ                                                              | 堀北真希 小栗旬 |                     |
| 233 | 7月4日   | 絶対にマネしないで下さい                | スターだらけの大運動会 オシャレ魔女アブandチェンジ                                          | ムーディ勝山 テル（どーよ） ゆうたろう 井上真央                                                                     |                     |
| 236 | 7月11日  |                                         | 短縮鉄道の夜 豚地クリニック ギリギリッス                                                    | 佐藤江梨子 |                     |
| 237 | 7月18日  |                                         | オシャレ魔女アブandチェンジ ほぼ100円ショップ                                               | 小池栄子 深田恭子                                                                                                   |                     |
| 238 | 7月25日  |                                         | 「はねトび」冒険王をジャック 短縮鉄道の夜 in お台場冒険王 ほぼ100円ショップ in お台場冒険王 | 豊田皓 川端健嗣 高島彩 渡辺和洋 平井理央                                                                            |                     |
| 239 | 8月8日   | 絶対にマネしないで下さい                | 回転SUSHI スターだらけの大運動会 ぬるま湯温泉                                               | 相武紗季 アンタッチャブル テル（どーよ） ゆうたろう                                                                 |                     |
| 240 | 8月15日  |                                         | 未公開映像を大公開                                                                          | |                     |
| 241 | 8月22日  |                                         | 短縮鉄道の夜 実録スケバン物語虻川先輩の呼び出し ギリギリッス                                | 柳原可奈子 |                     |
| 242 | 8月29日  |                                         | 豚地クリニック ほぼ100円ショップ                                                            | 水川あさみ 近藤真彦                                                                                                 |                     |
| 243 | 9月5日   | 絶対にマネしないで下さい                | スターだらけの大運動会 オシャレ魔女アブandチェンジ ぬるま湯温泉                             | 夏木マリ 小島よしお COWCOW テル（どーよ） ゆうたろう                                                                |                     |
| 244 | 9月12日  |                                         | 回転SUSHI 熱血虻川先生の朗読の時間 ギリギリッス                                             | ベッキー |                     |
| 245 | 10月3日  |                                         | 短縮鉄道の夜 ほぼ100円ショップ ギリギリッス                                                 | 上戸彩 大泉洋 片瀬那奈 中山恵 中尾彬 池波志乃 タカアンドトシ                                                        | 2時間スペシャル     |
| 246 | 10月17日 | 絶対にマネしないで下さい                | スターだらけの大運動会 熱血虻川先生の朗読の時間 オシャレ魔女アブandチェンジ                 | にしおかすみこ ザブングル テル（どーよ） ゆうたろう 梅宮アンナ                                                      |                     |
| 247 | 10月24日 |                                         | 豚地クリニック ほぼ100円ショップ 山本がメンバーにクイズを出題                               | MEGUMI 川合俊一 平井理央                                                                                            |                     |
| 248 | 10月31日 |                                         | 実録スケバン物語虻川先輩の呼び出し ギリギリッス 悩めるお母さんたちの教えて神父さん          | 2007年日本女子バレーボール代表                                                                                      |                     |
| 249 | 11月14日 |                                         | 回転SUSHI 熱血虻川先生の朗読の時間 短縮鉄道の夜                                             | 優香 Hey!Say!JUMP                                                                                                   |                     |
| 250 | 11月21日 |                                         | オシャレ魔女アブandチェンジ ほぼ100円ショップ                                               | 山本モナ 櫻井翔 |                     |
| 251 | 11月28日 | 絶対にマネしないで下さい                | 回転SUSHI スターだらけの大運動会 ぬるま湯温泉                                               | 井上和香 ますだおかだ アップダウン テル（どーよ） ゆうたろう                                                        |                     |
| 252 | 12月12日 | 絶対にマネしないで下さい                | オシャレ魔女アブandチェンジ 熱血虻川先生の朗読の時間 ギリギリッス                           | 木下優樹菜 |                     |
| 252 | 12月19日 | 絶対にマネしないで下さい                | 豚地クリニック 短縮鉄道の夜 悩めるお母さんたちの教えて神父さん                              | 加藤ローサ 井ノ原快彦(V6/20th Century) 長野博(V6/20th Century)                                                      |                     |

| 回  | 放送日   | コント                                          | コーナー                                                                                     | ゲスト | 備考            |
| --- | -------- | ----------------------------------------------- | -------------------------------------------------------------------------------------------- | --- | --------------- |
| 252 | 1月1日   |                                                 | 回転SUSHI ほぼ100円ショップ オシャレ魔女アブandチェンジ スターだらけの大運動会               | 井上真央 柳葉敏郎 上野樹里 玉木宏 柳原可奈子 ますだおかだ バナナマン ブラックマヨネーズ トータルテンボス 友近 小島よしお テル（どーよ） ゆうたろう | 2時間スペシャル |
| 253 | 1月16日  |                                                 | ギリギリッス 短縮鉄道の夜 スターだらけの大運動会（未公開集） 虻川だましの裏側 ぬるま湯温泉   | 生田斗真 柳原可奈子 ますだおかだ バナナマン ブラックマヨネーズ トータルテンボス 友近 小島よしお テル（どーよ） ゆうたろう                          |                 |
| 254 | 1月23日  |                                                 | ほぼ100円ショップ 実録スケバン物語虻川先輩の呼び出し                                         | 小日向文世 要潤 AKB48 |                 |
| 255 | 1月30日  | 絶対にマネしないで下さい                        | 回転SUSHI スターだらけの大運動会 悩めるお母さんたちの教えて神父さん ぬるま湯温泉             | 釈由美子 ハリセンボン アップダウン 山本高広 テル（どーよ） ゆうたろう                                                                              |                 |
| 256 | 2月6日   | 絶対にマネしないで下さい                        | ギリギリッス オシャレ魔女アブandチェンジ ぬるま湯温泉                                        | SHEILA |                 |
| 257 | 2月13日  | 絶対にマネしないで下さい                        | 豚地クリニック 虻川バレンタイン企画                                                          | 滝沢沙織 エド・はるみ アントキの猪木 大久保佳代子                                                                                                  |                 |
| 258 | 3月5日   |                                                 | 回転SUSHI 熱血虻川先生の朗読の時間 短縮鉄道の夜                                              | 綾瀬はるか 佐藤隆太 |                 |
| 259 | 3月12日  | 絶対にマネしないで下さい                        | オシャレ魔女アブandチェンジ ほぼ100円ショップ                                                | 岩佐真悠子 大野智 |                 |
| 260 | 3月19日  |                                                 | 短縮鉄道の夜 ギリギリッス はねるのトびら卒業式                                               | 山下智久 藤崎マーケット サンドウィッチマン エド・はるみ アントキの猪木                                                                             | 2時間スペシャル |
| 261 | 4月2日   |                                                 | 回転SUSHI ほぼ100円ショップ オシャレ魔女アブandチェンジ スターだらけの大運動会               | 相武紗季 水嶋ヒロ 上戸彩 長澤まさみ 瑛太 バナナマン ブラックマヨネーズ 山本高広 ハイキングウォーキング テル（どーよ） ゆうたろう                   | 2時間スペシャル |
| 262 | 4月16日  |                                                 | 短縮鉄道の夜 ギリギリッス 悩めるお母さんたちの教えて神父さん                                 | 青木さやか 徳井義実（チュートリアル） |                 |
| 263 | 4月23日  |                                                 | 熱血虻川先生の朗読の時間 ほぼ100円ショップ                                                   | 永井大 いとうあいこ |                 |
| 264 | 5月7日   | 悲しいJK（女子高生）                            | 回転SUSHI ギリギリッス スターだらけの大運動会（未公開集）                                    | 志田未来 いとうあいこ バナナマン ブラックマヨネーズ 山本高広 ハイキングウォーキング テル（どーよ） ゆうたろう アントキの猪木                       |                 |
| 265 | 5月14日  | 悲しいJK（女子高生） 絶対にマネしないでください | 短縮鉄道の夜 オシャレ魔女アブandチェンジ ぬるま湯温泉                                        | 速水もこみち 中川翔子 田中卓志（アンガールズ） |                 |
| 266 | 5月21日  | 悲しいJK（女子高生）                            | スターだらけの大運動会 熱血虻川先生の朗読の時間 塚地クリニック ぬるま湯温泉                  | 髭男爵 テル（どーよ） ゆうたろう はるな愛 |                 |
| 267 | 5月28日  |                                                 | ほぼ100円ショップ 実録スケバン物語虻川先輩の呼び出し                                         | 綾瀬はるか 小出恵介 榎並大二郎 加藤綾子 椿原慶子                                                                                                   |                 |
| 268 | 6月4日   |                                                 | 回転SUSHI オシャレ魔女アブandチェンジ ギリギリッス                                           | 水川あさみ スザンヌ |                 |
| 269 | 6月11日  | 悲しいJK（女子高生）                            | 短縮鉄道の夜 熱血虻川先生の朗読の時間 熱々温泉                                               | 市原隼人 スザンヌ 田中卓志（アンガールズ） |                 |
| 270 | 6月18日  | 悲しいJK（女子高生）                            | 回転SUSHI スターだらけの大運動会 塚地クリニック                                              | 片瀬那奈 麒麟 山本高広 はるな愛 クリス松村 |                 |
| 271 | 7月2日   | 絶対にマネしないでください                      | ほぼ100円ショップ 悩めるお母さんたちの教えて神父さん                                         | 米倉涼子 |                 |
| 272 | 7月9日   | 悲しいJK（女子高生）                            | オシャレ魔女アブandチェンジ ギリギリッス                                                     | 南明奈 ウエンツ瑛士 |                 |
| 273 | 7月16日  | 悲しいJK（女子高生）                            | 回転SUSHI スターだらけの大運動会 悲愴感                                                      | 北川景子 TKO 山本高広 大西ライオン 田中卓志（アンガールズ）                                                                                        |                 |
| 274 | 7月23日  |                                                 | 短縮鉄道の夜 オクテだらけの水泳大会 悲愴感                                                   | DAIGO フットボールアワー チュートリアル 髭男爵 田中卓志（アンガールズ）                                                                            |                 |
| 275 | 7月30日  | 絶対にマネしないでください                      | オシャレ魔女アブandチェンジ ギリギリッス はねトび in お台場合衆国 悲愴感                     | 北乃きい 田中卓志（アンガールズ） |                 |
| 276 | 8月13日  |                                                 | 総集編 悲愴感                                                                                | 田中卓志（アンガールズ） |                 |
| 277 | 8月27日  | 絶対にマネしないでください                      | 回転SUSHI 短縮鉄道の夜 悲愴感                                                                | 加藤ローサ 堂本剛 高橋克実 田中卓志（アンガールズ）                                                                                                |                 |
| 278 | 9月3日   | 悲しいJK（女子高生）                            | ほぼ100円ショップ 悲愴感                                                                     | 真矢みき 小池徹平 田中卓志（アンガールズ） |                 |
| 279 | 9月10日  | 悲しいJK（女子高生）                            | ギリギリッス 実録スケバン物語虻川先輩の呼び出し 悲愴感                                       | 能世あんな えれな 香里奈 田中卓志（アンガールズ） 松原のぶえ、 島倉千代子 小林幸子                                                                 |                 |
| 280 | 9月24日  |                                                 | スターだらけの大運動会 短縮鉄道の夜 ほぼ100円ショップ 悲愴感                                 | ブラックマヨネーズ TKO ジョイマン 渡辺直美 嵐 堀北真希 生田斗真 田中卓志（アンガールズ） 羞恥心                                                    | 2時間スペシャル |
| 281 | 10月15日 |                                                 | オシャレ魔女アブandチェンジ スターじゃないだらけの大運動会 キングオブコント企画 ぬるま湯温泉 | 長谷川潤 ブラックマヨネーズ TKO ジョイマン 渡辺直美 バナナマン                                                                                     |                 |
| 282 | 10月22日 | 絶対にマネしないでください                      | オクテだらけの大運動会 悩めるお母さんたちの教えて神父さん ぬるま湯温泉                       | フットボールアワー オードリー アンガールズ |                 |
| 283 | 10月29日 |                                                 | ほぼ100円ショップ 短縮鉄道の夜                                                               | 菊川怜 福田沙紀 八嶋智人 |                 |
| 284 | 11月5日  |                                                 | 回転SUSHI ギリギリッス ザ・ウラモネア                                                        | 鈴木杏 オラキオ（弾丸ジャッキー） |                 |
| 285 | 11月12日 | 悲しいJK（女子高生）                            | オシャレ魔女アブandチェンジ スターだらけの大運動会 短縮鉄道の夜                              | 優木まおみ ホリ キャン×キャン 北川悠仁 成宮寛貴 |                 |
| 286 | 11月19日 |                                                 | ほぼ100円ショップ ザ・ウラモネア                                                             | Gackt くわばたりえ（クワバタオハラ） いとうあさこ                                                                                                  |                 |
| 287 | 11月26日 |                                                 | 回転SUSHI ギリギリッス ザ・ウラモネア                                                        | 谷原章介 手越祐也 山崎弘也（アンタッチャブル） |                 |
| 287 | 12月10日 | 絶対にマネしないでください                      | 回転SUSHI オシャレ魔女アブandチェンジ                                                        | 井森美幸 南明奈 道端ジェシカ |                 |
| 288 | 12月17日 |                                                 | スターだらけの大運動会 短縮鉄道の夜 悩めるお母さんたちの教えて神父さん                       | 狩野英孝 弾丸ジャッキー 大西ライオン 溝端淳平 嶋大輔                                                                                               |                 |
| 289 | 12月24日 |                                                 | 回転SUSHI ほぼ100円ショップ オシャレ魔女アブandチェンジ スターだらけの大運動会               | DAIGO マリエ 石原さとみ 仲村トオル 松たか子 ブラックマヨネーズ チュートリアル はんにゃ なだぎ武 友近                                               | 2時間スペシャル |

| 回  | 放送日   | コント                                                  | コーナー                                                                                             | ゲスト | 備考            |
| --- | -------- | ------------------------------------------------------- | --- | --- | --------------- |
| 291 | 1月14日  | 受験に役立つエロかしこい講座                            | 回転SUSHI 謹賀新年特別企画                                                                           | 山田優 髭男爵 くわばたりえ（クワバタオハラ） はんにゃ 日村勇紀（バナナマン） 優木まおみ                                                                 |                 |
| 292 | 1月21日  | 受験に役立つエロかしこい講座 絶対にマネしないでください | ギリギリッス ゼロ師匠 ザ・ウラモネア                                                                 | 山田優 庄司智春（品川庄司） 優木まおみ |                 |
| 293 | 1月28日  | 絶対にマネしないでください                              | スターじゃない人だらけの大運動会 ゼロ師匠 ザ・ウラモネア 塚地復帰企画                                | ブラックマヨネーズ チュートリアル はんにゃ なだぎ武 友近 フットボールアワー 設楽統（バナナマン） ザ・たっち 今野浩喜（キングオブコメディ）              |                 |
| 294 | 2月4日   | 塚っちゃんスイッチ                                      | ほぼ100円ショップ 悩めるお母さんたちの教えて神父さん                                                 | はしのえみ 勝俣州和 松原ここな |                 |
| 295 | 2月11日  | 塚っちゃんスイッチ                                      | 女芸人手作りチョコレートバトル                                                                       | いとうあさこ エド・はるみ はるな愛 くわばたりえ（クワバタオハラ） 佐藤健 風間トオル 宮下純一 藤岡弘、 松原ここな                                        |                 |
| 296 | 2月18日  | 塚っちゃんスイッチ 受験に役立つエロかしこい講座         | オシャレ魔女アブandチェンジ ゼロ師匠 熱々温泉                                                        | 藤井リナ 宮迫博之 松原ここな 優木まおみ |                 |
| 297 | 2月25日  | 絶対にマネしないでください                              | 回転SUSHI スターだらけの大運動会                                                                     | ローラ・チャン アグネス・チャン オードリー 平成ノブシコブシ                                                                                             |                 |
| 298 | 3月4日   |                                                         | 短縮鉄道の夜 ギリギリッス 実録ツッパリ双子悪たっち<の呼び出し                                        | 内藤大助 ザ・たっち U字工事 |                 |
| 299 | 3月11日  | 塚っちゃんスイッチ                                      | ゼロ師匠 ほぼ100円ショップ                                                                           | ローラ・チャン アグネス・チャン ブラックマヨネーズ 松原ここな                                                                                           |                 |
| 300 | 4月1日   |                                                         | ギリギリッス お清め企画                                                                              | はんにゃ オードリー いとうあさこ はるな愛 くわばたりえ（クワバタオハラ） 黒沢かずこ（森三中） 今野浩喜（キングオブコメディ） 梶原未来子                 | 2時間スペシャル |
| 301 | 4月22日  |                                                         | 回転SUSHI ザ・ウラモネア                                                                             | 堀北真希 響 有田哲平（くりぃむしちゅー） 矢作兼（おぎやはぎ） 山崎弘也（アンタッチャブル）                                                              |                 |
| 302 | 4月29日  |                                                         | 女芸人手作りお弁当バトル                                                                             | いとうあさこ エド・はるみ はるな愛 くわばたりえ（クワバタオハラ） 生田斗真 河村隆一 佐藤隆太 江口洋介 ゴリ（ガレッジセール）                            |                 |
| 303 | 5月6日   |                                                         | 短縮鉄道の夜 スターだらけの大運動会 緊急売り込み企画 ビールのCMに出たい                              | 小池徹平 我が家 平成ノブシコブシ |                 |
| 304 | 5月13日  |                                                         | ギリギリッス オシャレ魔女アブandチェンジ ゼロ師匠                                                    | 片瀬那奈 近藤春菜 |                 |
| 305 | 5月20日  |                                                         | ほぼ100円ショップ ぬるま湯温泉                                                                       | 観月ありさ 松下由樹 |                 |
| 305 | 5月27日  |                                                         | 回転SUSHI スターだらけの大運動会 実録ツッパリ双子悪たっちの呼び出し                                  | 加藤あい 響 U字工事 平成ノブシコブシ ザ・たっち まえだまえだ                                                                                            |                 |
| 307 | 6月17日  |                                                         | ほぼ100円ショップ 純愛芸人No.1決定戦                                                                 | 長澤まさみ さだまさし たむらけんじ 天津木村 庄司智春（品川庄司） サンドウィッチマン はしのえみ 菊川怜 辻希美 マリエ 板尾創路 和田アキ子                 | 2時間スペシャル |
| 308 | 6月24日  |                                                         | ギリギリッス 短縮鉄道の夜 実録スケバン物語虻川先輩の呼び出し                                         | GACKT 立本信吾 福井慶仁 松村未央 山中章子 |                 |
| 309 | 7月1日   | 塚っちゃんスイッチ                                      | ほぼ100円ショップ                                                                                    | 市川海老蔵 松原ここな |                 |
| 310 | 7月8日   |                                                         | 女芸人“勝負メシ”バトル                                                                               | いとうあさこ エド・はるみ はるな愛 馬場園梓（アジアン） 溝端淳平 宮﨑大輔 速水もこみち 髙嶋政宏 大澄賢也                                                |                 |
| 311 | 7月15日  |                                                         | 回転SUSHI 夏休み直前企画 オシャレ魔女アブandチェンジ                                                 | 上戸彩 ハム 益若つばさ 梅田直樹 しずる 狩野英孝 平成ノブシコブシ                                                                                        |                 |
| 312 | 7月22日  |                                                         | ぽっちゃりだらけの水泳大会 ザ・ウラモネア                                                            | Wエンジン 響 どきどきキャンプ 髭男爵 デンジャラス 有吉弘行                                                                                              |                 |
| 313 | 7月29日  |                                                         | ほぼ100円ショップ はねトび in お台場合衆国                                                           | 吉川晃司 ザ・たっち |                 |
| 314 | 8月5日   |                                                         | 町おこし企画 女芸人勝負メシ売上ランキング                                                            | 菊川怜 いとうあさこ エド・はるみ はるな愛 馬場園梓（アジアン）                                                                                          |                 |
| 315 | 8月12日  |                                                         | はねトび総選挙 未公開スペシャル                                                                      | |                 |
| 316 | 8月26日  |                                                         | ほぼ100円ショップ 回転SUSHI はねトび総選挙                                                           | 綾瀬はるか 北川景子 貫地谷しほり 平成ノブシコブシ |                 |
| 317 | 9月2日   |                                                         | FNS緊急合同企画 はねトび総選挙                                                                       | ピーター きたろう 井森美幸 榊原郁恵 田村亮 アンジャッシュ サンドウィッチマン 平成ノブシコブシ ザ・たっち 三浦萌 向井樹興 武田祐子                       |                 |
| 318 | 9月9日   | 絶対にマネしないでください                              | スターだらけの大運動会 はねトび総選挙舞台裏                                                          | 益若つばさ 梅田直樹 どきどきキャンプ |                 |
| 319 | 9月16日  |                                                         | オシャレ魔女アブandチェンジ ザ・ウラモネア                                                           | MAX バナナマン バカリズム |                 |
| 320 | 9月23日  |                                                         | 女芸人“勝負メシ”バトル                                                                               | いとうあさこ エド・はるみ はるな愛 馬場園梓（アジアン） 近藤春菜（ハリセンボン） 滝沢秀明 小栗旬 松山ケンイチ 要潤 高田延彦 吉田栄作                    | 2時間スペシャル |
| 321 | 10月21日 |                                                         | ほぼ100円ショップ ぬるま湯温泉                                                                       | 松本潤 東京03 |                 |
| 322 | 10月28日 |                                                         | 回転SUSHI オシャレ魔女アブandチェンジ ファーストレディ・虻山みゆき                                   | 吉高由里子 東幹久 能世あんな えれな 香里奈 |                 |
| 323 | 10月28日 |                                                         | ギリギリッス 裸の大将は誰だ！？オーディション                                                        | オードリー 長友光弘（響） 岸学（どきどきキャンプ） |                 |
| 324 | 11月11日 |                                                         | 帰ってきた！正座大運動会 ザ・ウラモネア ハリセンボン近藤春菜と竹谷Ｄのコラボ                         | 吉村崇（平成ノブシコブシ） 宮迫博之 宮川大輔 近藤春菜（ハリセンボン）                                                                                   |                 |
| 325 | 11月18日 |                                                         | ほぼ100円ショップ ザ・ウラモネア                                                                     | 阿部サダヲ 竹内結子 宮迫博之 宮川大輔 |                 |
| 326 | 11月25日 |                                                         | ファーストレディ虻山みゆき 塚地誕生日特別企画 新人アイドル やや嵐 〜Road To Debut〜 伊藤VSバカリズム | 菊地凛子 バカリズム アイドリング！！！ 佐々木健介 |                 |
| 327 | 12月9日  |                                                         | ほぼ100円ショップ 新人アイドル やや嵐 〜Road To Debut〜 寝起き竹谷Ｄ                                 | 野村克也 野村沙知代 マリエ アイドリング！！！ |                 |
| 328 | 12月16日 |                                                         | 新人アイドル やや嵐 〜Road To Debut〜 ギリギリッス 女芸人クリスマスケーキバトル                      | 深田恭子 サバンナ いとうあさこ エド・はるみ はるな愛 馬場園梓（アジアン） バービー（フォーリンラブ）                                                    |                 |
| 329 | 12月23日 |                                                         | 女芸人クリスマスケーキバトル                                                                         | いとうあさこ エド・はるみ はるな愛 馬場園梓（アジアン） バービー（フォーリンラブ） オードリー 亀田興毅 中澤佑二 東山紀之 桝谷周一郎 梶原未来子 梶原次子 | 2時間スペシャル |

| 回  | 放送日   | コント                               | コーナー | ゲスト | 備考                |
| --- | -------- | ------------------------------------ | --- | --- | ------------------- |
| 330 | 1月20日  |                                      | ほぼ100円ショップ GO!GO!やや嵐 | 榮倉奈々 杏 水川あさみ |                     |
| 331 | 1月27日  |                                      | 遅春！かくしてた芸大会 GO!GO!やや嵐 | 松村未央 石田純一 矢口真里 高橋ジョージ 三船美佳 杏 滝沢沙織 |                     |
| 332 | 2月3日   |                                      | はばたけ!そり人間コンテスト しりたしキャバクラ                                                                                                 | 安田美沙子 |                     |
| 333 | 2月10日  |                                      | キュービックルーマン GO!GO!やや嵐 しりたしキャバクラ                                                                                           | 優木まおみ マリエ |                     |
| 334 | 2月17日  | ABUTER -予告編-                      | ほぼ100円ショップ ファーストレディ 虻山みゆき                                                                                                  | 木村佳乃 五十嵐隼士 |                     |
| 335 | 2月24日  |                                      | キュービックルーマン ギリギリッス 発車オーライ 鈴木バスが行く GO!GO!やや嵐                                                                     | パンクブーブー 片瀬那奈 |                     |
| 336 | 3月3日   |                                      | Ｍ‐０グランプリ キュービックルーマン | いとうあさこ 馬場園梓（アジアン） バービー（フォーリンラブ） 小原正子（クワバタオハラ） 立川俊之 沢田知可子 大友康平 |                     |
| 337 | 3月10日  |                                      | しりたしキャバクラ 発車オーライ 鈴木バスが行く 黒兵衛のお父さんが頼んでほしいメニューベスト10を当てるまで帰れま10 ファーストレディ・虻山みゆき | 滝沢秀明 山木敏弘 天海ツナミ |                     |
| 338 | 4月7日   |                                      | ほぼ100円ショップ 女ロッキー・虻川美穂子、プロポーズ大作戦                                                                                     | 西田敏行 柴咲コウ 磯野貴理 西川史子 いとうあさこ 小原正子（クワバタオハラ） 馬場園梓（アジアン） 内藤大助 ガッツ石松 具志堅用高 高柳謙一 高杉'Jay'二郎 山木敏弘 天海ツナミ 桝谷周一郎 ステファニー・ダブス | 2時間スペシャル     |
| 339 | 4月14日  |                                      | 日本経済景気回復プロジェクト キュービックルーマン GO!GO!やや嵐                                                                                 | 井上真央 |                     |
| 340 | 4月21日  |                                      | しりたしキャバクラ キュービックルーマン ADシミュレーションまさかの映像35連発                                                                   | 矢島美容室 |                     |
| 341 | 4月28日  |                                      | ホメ上手王決定戦 そうだったのか!虻川美穂子の学べる周一郎                                                                                       | 武田祐子 矢口真里 博多華丸・大吉 石田純一 JOY いとうあさこ 中村俊介 |                     |
| 342 | 5月12日  |                                      | 母の日緊急企画 手づくりお弁当バトル | 後藤輝基（フットボールアワー） 加藤歩（ザブングル） 小島よしお 森泉 井上和香 辻希美 |                     |
| 343 | 5月19日  |                                      | ほぼ100円ショップ 虻川美穂子のカモナマイハウス                                                                                                 | 菅野美穂 小池徹平 |                     |
| 344 | 5月26日  |                                      | 怪物王子 -空のかなたの王国へ帰りたいの巻- しりたしキャバクラ 虻川美穂子いきなりおもてなしクッキング                                            | 杉浦太陽 ヘリョン ザ・たっち 南明菜 井森美幸 坂口憲二 |                     |
| 345 | 6月2日   |                                      | M-0グランプリ | いとうあさこ はるな愛 馬場園梓（アジアン） 小原正子（クワバタオハラ) 黒沢かずこ（森三中） MAX 磯山さやか 上原美優 中村あゆみ 小野正利 辛島美登里 堀江淳 | 2時間スペシャル     |
| 346 | 6月30日  |                                      | 近すぎやや嵐 虻川美穂子 いきなりおもてなしクッキング キュービックルーマン                                                                      | 榮倉奈々 松田翔太 山中章子 木下康太郎 谷岡慎一 細貝沙羅 山﨑夕貴 |                     |
| 347 | 7月7日   |                                      | 近すぎやや嵐 私服ホメ上手王決定戦 | 石原さとみ 武田祐子 石田純一 JOY 博多華丸・大吉 道端アンジェリカ 千秋 クリス松村 |                     |
| 348 | 7月14日  | 夏休み必勝イベント～お台場合衆国編～ | ほぼ100円ショップ しりたしモナリザ | 松本潤 小原正子（クワバタオハラ） いとうあさこ 永井大 木村智早 |                     |
| 349 | 7月21日  | 夏休み必勝イベント～お台場合衆国編～ | ほぼ100円ショップ ギリギリッス | 小出恵介 ムロツヨシ |                     |
| 350 | 7月28日  |                                      | ほぼ100円ショップ お台場合衆国外部調査委員会                                                                                                   | マツコ・デラックス 松木安太郎 河本準一（次長課長） JOY |                     |
| 351 | 8月4日   |                                      | 回転SUSHI しりたしモナリザ テストダブルス | 観月ありさ 庄司龍成 荒井健太郎 鍋本凪々美 筒井道隆 片岡鶴太郎 竹下景子 田村亮 小原正子（クワバタオハラ） いとうあさこ 松坂桃李 木村智早 |                     |
| 352 | 8月11日  |                                      | はねトび花火大会 総集編 テストダブルス | 田村亮 |                     |
| 353 | 8月18日  |                                      | ほぼ100円ショップ しりたしモナリザ やや嵐CMパロディ                                                                                            | 新垣結衣 生田斗真 五十嵐隼士 小原正子（クワバタオハラ） いとうあさこ 木村智早 |                     |
| 354 | 8月25日  |                                      | 寝起きもだめし大会 | 馬場園梓（アジアン） 椿鬼奴 ハリセンボン オードリー 佐々木健介 後藤輝基（フットボールアワー） 北芝健 |                     |
| 355 | 9月1日   |                                      | オンリーワン披露宴 TOKYO BOYS COLLECTION | 杉崎美香 サバンナ 三船美佳 矢口真里 小木博明（おぎやはぎ） 松木安太郎 バカリズム 藤森慎吾（オリエンタルラジオ） ケンドーコバヤシ 狩野英孝 木下隆行（TKO） 山田優 西山茉希 あゆむ 里海 菜々緒 トリンドル玲奈 石井美絵子                                                                                                  |                     |
| 356 | 9月8日   |                                      | ほぼ100円ショップ テストダブルス | 市毛良枝 星野真里 金田哲（はんにゃ） |                     |
| 357 | 9月15日  |                                      | 回転SUSHI テストダブルス オンリーワン披露宴 | 伊藤英明 加藤あい 佐藤隆太 加藤雅也 吹石一恵 金田哲（はんにゃ） 杉崎美香 サバンナ 三船美佳 矢口真里 小木博明（おぎやはぎ） 松木安太郎 バカリズム |                     |
| 358 | 10月13日 |                                      | オンリーワン披露宴 TOKYO BOYS COLLECTION しりたしモナリザ ほぼ100円ショップ                                                                    | 綾部祐二（ピース） 遠藤章造（ココリコ） JOY フットボールアワー 神戸蘭子 益若つばさ 安田美沙子 トリンドル玲奈 難波サキ 中村アン ローラ 二宮和也 小原正子（クワバタオハラ） いとうあさこ 木村智早 明石家さんま 北乃きい 中岡創一（ロッチ） 森三中 松木安太郎 小池栄子 狩野英孝 サバンナ バカリズム ケンドーコバヤシ AKIRA | 2時間スペシャル     |
| 359 | 10月20日 |                                      | 寝起きもだめしバトル | いとうあさこ 矢口真里 ハリセンボン 日村勇紀（バナナマン） コカドケンタロウ（ロッチ） 藤森慎吾（オリエンタルラジオ） 内藤大助 クリス松村 |                     |
| 360 | 10月27日 |                                      | ほぼ100円ショップ 挙式前夜の虻川をメンバーが訪問                                                                                               | 岡田准一 ニッチロー |                     |
| 361 | 11月3日  |                                      | そうだったのか 秋上彰の学べるお笑いショー しりたしモナリザ                                                                                     | ピース 平成ノブシコブシ 吉田栄作 小原正子（クワバタオハラ） いとうあさこ 木村智早 |                     |
| 362 | 11月10日 |                                      | オンリーワン披露宴 テストダブルス ババデミー大賞                                                                                               | クリス松村 北乃きい 中岡創一（ロッチ） 森三中 松木安太郎 小池栄子 狩野英孝 サバンナ バカリズム ケンドーコバヤシ AKIRA はんにゃ 多田健二（COWCOW） |                     |
| 363 | 11月17日 |                                      | TOKYO BOYS COLLECTION エピソードナンバーワングランプリ スベルトンズ                                                                            | 坪倉由幸(我が家） 藤本敏史(FUJIWARA) 中野裕太 品川庄司 吉川ひなの トリンドル玲奈 神室舞衣 河北麻友子 南條有香 ERICA ケンドーコバヤシ サバンナ 小籔千豊 狩野英孝 くまだまさし |                     |
| 364 | 11月24日 |                                      | ほぼ100円ショップ カブらない披露宴 スベルトンズ                                                                                                | 谷村美月 遠藤憲一 タッキー＆翼 陣内智則 皆藤愛子 松木安太郎 バカリズム いとうあさこ MEGUMI |                     |
| 365 | 12月1日  |                                      | ほぼ100円ショップ カブらない披露宴 ほぼ100円ショップ 収録後 スベルトンズ                                                                       | 近藤春菜（ハリセンボン） 松山ケンイチ タッキー＆翼 陣内智則 皆藤愛子 松木安太郎 バカリズム いとうあさこ MEGUMI |                     |
| 366 | 12月8日  |                                      | ほぼ100円ショップ ババデミー大賞 スベルトンズ                                                                                                  | 道端ジェシカ 道端アンジェリカ 道端カレン 榊原郁恵 南明奈 |                     |
| 367 | 12月15日 |                                      | ほぼ100円ショップ カブらない披露宴 スベルトンズ                                                                                                | 高島彩 大塚範一 中野美奈子 生野陽子 大友康平 オードリー 勝村政信 トリンドル玲奈 松木安太郎 バカリズム |                     |
| 368 | 12月29日 |                                      | 堤下がプロポーズ賭けクラシックバレエ挑戦 ほぼ100円ショップ                                                                                     | 橘るみ 神田うの 雨上がり決死隊 ブラックマヨネーズ 滝沢沙織 井上和香 マツコ・デラックス | 2時間30分スペシャル |

| 回  | 放送日   | コント                     | コーナー | ゲスト | 備考                                        |
| --- | -------- | -------------------------- | --- | --- | ------------------------------------------- |
| 369 | 1月19日  |                            | カブらない披露宴 ババデミー大賞 スベルトンズ                                                                          | バカリズム 西山茉希 森崎友紀 今田耕司 宮川大輔 菊川怜 ユージ パンツェッタ・ジローラモ おかもとまり 平野綾 大島麻衣 |                                             |
| 370 | 1月26日  |                            | ほぼ100円ショップ ハネクーザ スベルトンズ                                                                             | 江口洋介 ピース |                                             |
| 371 | 2月2日   |                            | カブらない披露宴 モデルハンター・アブゾネス ザキヤマpresents塚地改造 スベルトンズ                                     | バカリズム 西山茉希 森崎友紀 今田耕司 宮川大輔 菊川怜 ユージ パンツェッタ・ジローラモ 道端アンジェリカ 山崎弘也（アンタッチャブル） |                                             |
| 372 | 2月9日   |                            | ほぼ100円ショップ ババデミー大賞                                                                                      | 島田紳助 中村仁美 ヘキサゴンファミリー | 合体スペシャル 「はねトび」パートのみ記述。 |
| 373 | 2月16日  |                            | チョコより食べさせたい ココイチ手料理バトル やや嵐CMパロディ スベルトンズ                                             | トリンドル玲奈 杉本彩 滝沢沙織 佐々木希 宮崎美子 杏 長野博（V6） 中村蒼 哀川翔 テリー伊藤 |                                             |
| 374 | 2月23日  |                            | カブらない披露宴 ハネクーザ 名言MUSEUM やや嵐CMパロディ                                                               | 西川史子 瀬戸康史 松木安太郎 オードリー 岡本玲 バカリズム ミッツ・マングローブ ピース |                                             |
| 375 | 3月2日   |                            | カブらない披露宴 頑張れ！悪童美女 名言MUSEUM やや嵐CMパロディ                                                         | 田中圭 瀬戸康史 桜庭ななみ 後藤輝基（フットボールアワー） 桐谷美玲 バカリズム IMALU 武田修宏 馬場園梓（アジアン） オリエンタルラジオ キム・ヒョンギ キム・ボミ |                                             |
| 376 | 3月9日   | 東進ハイスクールCMパロディ | ほぼ100円ショップ総決算セール やや嵐CMパロディ                                                                        | 岡田准一（V6） |                                             |
| 377 | 3月16日  |                            | ほぼ100円ショップメンバーだけSP ババデミー大賞 カブらない披露宴 チーム対抗戦SP                                        | 堀越のり 穂のか 片瀬那奈 椿鬼奴 塚本高史 鳥居みゆき 大矢真那（SKE48） 小木曽汐莉（SKE48） 高柳明音（SKE48） 仁科仁美 松木安太郎 三瀬真美子 三浦翔平 具志堅用高 叶美香 叶恭子 夏帆 夏川純 スザンヌ 岡田圭右（ますだおかだ） 依布サラサ フィフィ デーブ・スペクター グネス・チャン USA（EXILE） MATSU（EXILE） アントニオ猪木 | 2時間スペシャル                             |
| 378 | 4月20日  |                            | ほぼ100円ショップ 有名人名言アプリ                                                                                    | 阿部サダヲ 芦田愛菜 陣内智則 オリエンタルラジオ 西川史子 山里亮太（南海キャンディーズ） |                                             |
| 379 | 5月11日  |                            | はねトび10周年に先輩芸人が乱入 ギリギリッス うじうじ男・塚地武雅 連続告白企画 カミングアウト はねトび愛総選挙         | おぎやはぎ ザブングル チュートリアル フットボールアワー 佐久間一行 水川あさみ 吉高由里子 スマイレージ 内藤大助 仲里依紗 中尾彬 池波志乃 大友康平 石田純一 陣内智則 松木安太郎 山本太郎 山村紅葉 岡本玲 井上和香 井上公造 フィフィ はるな愛 トリンドル玲奈 MEGUMI | 2時間スペシャル                             |
| 380 | 5月18日  |                            | 母の日感謝企画 手作りお弁当バトル                                                                                     | 後藤輝基(フットボールアワー) 藤森慎吾（オリエンタルラジオ） 田中卓志（アンガールズ） チャンカワイ（Wエンジン） 楽しんご 長澤まさみ 成海璃子 溝端淳平 小森純 |                                             |
| 381 | 5月25日  |                            | ほぼ100円ショップメンバーだけSP ほぼ100円ショップ特別編 マルモにお邪魔 ババデミー大賞 カブらない披露宴 チーム対抗戦SP | 香取慎吾（SMAP） 鈴木福 芦田愛菜 木村佳乃 平山浩行 武田修宏 はんにゃ 西山茉希 森田涼花（アイドリング！！！） 菊地亜美（アイドリング！！！） 遠藤舞（アイドリング！！！） 原幹恵 りょう バカリズム デヴィ・スカルノ KEIJI（EXILE） 川島永嗣 | 2時間スペシャル                             |
| 382 | 6月8日   |                            | カミングアウト総選挙 はねトび版もしドラ！                                                                             | 里田まい 南明奈 陣内智則 小原正子（クワバタオハラ） 井森美幸 安田美沙子 バカリズム トリンドル玲奈 前田敦子（AKB48） 峯岸みなみ（AKB48） |                                             |
| 383 | 6月15日  |                            | カブらない披露宴 有名人名言アプリ                                                                                     | 河村隆一 内山理名 滝沢沙織 ベリッシモ・フランチェスコ フィフィ 渡部建（アンジャッシュ） 武田修宏 安倍なつみ 袴田吉彦 寺田真二郎 有坂翔太 西村和彦 比嘉愛未 山里亮太（南海キャンディーズ） 西川史子 ふかわりょう |                                             |
| 384 | 6月22日  |                            | カミングアウト総選挙 Fanta×はねトびのコーナー 有名人名言アプリ                                                        | 博多華丸・大吉 Wコロン 藤本美貴 杉村太蔵 夏川純 岡本夏生 はるな愛 MEGUMI 春香クリスティーン 中田敦彦（オリエンタルラジオ） 山里亮太（南海キャンディーズ） 山根良顕（アンガールズ） |                                             |
| 385 | 6月29日  |                            | ほぼ100円ショップ 10周年大感謝企画・背中流しプロジェクト                                                              | 石原良純 高島彩 渡部陽一 三田友梨佳 生田竜聖 竹内友佳 中野友加里 高橋真麻 |                                             |
| 386 | 7月6日   |                            | フラッシュツッコミ！ カブらない披露宴                                                                                 | 片瀬那奈 舞の海秀平 松木安太郎 室井佑月 今田耕司 宮川大輔 はいだしょうこ MAKIDAI（EXILE） 菜々緒 |                                             |
| 387 | 7月13日  |                            | カミングアウト総選挙 やや嵐CMパロディ 有名人名言アプリ                                                                | 矢神久美（SKE48） 大矢真那（SKE48） 杉田かおる 杉浦太陽 山田隆夫 ダイアモンド✡ユカイ いとうあさこ ハリセンボン 木崎ゆりあ（AKB48） 西岡徳馬 渡部建（アンジャッシュ） 山里亮太（南海キャンディーズ） |                                             |
| 388 | 7月20日  |                            | ほぼ100円ショップ やや嵐CMパロディ カブらない披露宴                                                                   | 舞の海秀平 今田耕司 宮川大輔 河北麻友子 バカリズム はいだしょうこ MAKIDAI（EXILE） 徳山秀典 中村蒼 山田親太朗 三浦翔平 桐山漣 川村信子 小谷昌太郎 栗原吾郎 宮島楠人 |                                             |
| 389 | 7月27日  |                            | ほぼ100円ショップ やや嵐CMパロディ 回文 ベストアンサー                                                                | 佐藤隆太 麻生久美子 土師野隆之介 大橋のぞみ 小西真奈美 林修 |                                             |
| 390 | 8月3日   |                            | ほぼ100円ショップ やや嵐CMパロディ 11連続企画 ほぼ100円ショップ収録終了後                                             | 木村多江 松下由樹 後藤輝基（フットボールアワー） 梶原未来子 梶原次子 |                                             |
| 391 | 8月10日  |                            | ほぼ100円ショップ はねる10トTOUR                                                                                      | FTisland 渡辺直美 陣内智則 トミドコロ |                                             |
| 392 | 8月17日  |                            | ババデミー大賞特別編 -ゲストスター名鑑-                                                                               | |                                             |
| 393 | 8月24日  |                            | 寝起きもだめしバトル                                                                                                  | 秋元才加（AKB48） ミッツ・マングローブ 近藤春菜（ハリセンボン） 内間政成（スリムクラブ) 田中卓志（アンガールズ） 上遠野太洸 澤部佑（ハライチ） |                                             |
| 394 | 8月31日  |                            | ほぼ100円ショップ ゆかた祭り カミングアウト総選挙 高校生大会 Fanta×はねトび                                           | 北原里英（AKB48） 柏木由紀（AKB48） 渡辺麻友（AKB48） 高橋みなみ（AKB48） 西川史子 陣内智則 松井珠理奈（SKE48） 木下有希子（SKE48） ローラ 篠原信一 山上兄弟 | 合体スペシャル                              |
| 395 | 9月7日   |                            | ひもくじ 落ちめっこ 有名人名言アプリ カミングアウト総選挙 高校生大会                                                  | 土屋アンナ 山田優 西川史子 杉山裕之（我が家） 小島よしお 小沢一敬（スピードワゴン） 原西孝幸（FUJIWARA） 金田哲（はんにゃ） 岩尾望（フットボールアワー） なかやまきんに君 トミドコロ テル（どーよ） 西村康雄 小石田純一 佐々木希 河北麻友子 トリンドル玲奈 山里亮太（南海キャンディーズ） デヴィ・スカルノ 小倉優子 西川史子 陣内智則 松井珠理奈（SKE48） 木下有希子（SKE48） ローラ 篠原信一 山上兄弟                                                                    |                                             |
| 396 | 9月14日  |                            | ほぼ100円ショップ 11連続企画 ギリギリッス                                                                             | 篠原涼子 加藤雅也 河本準一（次長課長） ピカルの定理メンバー |                                             |
| 397 | 9月21日  |                            | ミス背中美人ユニバース ギリギリッス                                                                                   | ハリセンボン たんぽぽ 峯岸みなみ（AKB48） 松原夏海（AKB48） はるな愛 いとうあさこ 小原正子（クワバタオハラ） 和泉元彌 野々村真 野々村俊恵 蛭子能収 梅沢富美男 嶋大輔 蝶野正洋 大澄賢也 草野仁 川崎麻世 斉藤祥太 斉藤慶太 西村和彦 杉村太蔵 城咲仁 諸星和己 崎本大海 袴田吉彦 具志堅用高 金子貴俊 宮下純一 永島昭浩 阿部祐二 マイケル富岡 ボビー・オロゴン ヒロシ パンツェッタ・ジローラモ ダイアモンド✡ユカイ IZAM ISSA（DA PUMP） 井岡一翔 蛭子一郎 ピカルの定理メンバー | 2時間スペシャル                             |
| 398 | 10月19日 |                            | ギリギリッス ほぼ100円ショップ 番組対抗スペシャル 落ちめっこ キングオブコント2011優勝企画                             | ピカルの定理メンバー 香里奈 田中圭 倉科カナ 千原ジュニア 横山由依（AKB48） 島田晴香（AKB48） 峯岸みなみ（AKB48） コロッケ 日村勇紀（バナナマン） スリムクラブ 品川庄司 FUJIWARA 川島邦裕（野性爆弾） ツネ（2700) 中岡創一（ロッチ） ウド鈴木（キャイ〜ン） 野田祐介（鬼ヶ島） 狩野英孝 今野浩喜（キングオブコメディ） 田中卓志（アンガールズ） 神奈月 | 2時間スペシャル                             |
| 399 | 11月23日 |                            | ほぼ100円ショップ 番組対抗スペシャル ほぼ100円ショップ 本当にいい夫婦を決めようSP                                     | 榮倉奈々 菅野美穂 三船美佳 今田耕司 高橋ジョージ 金子貴俊 IZAM 吉岡美穂 内藤真弓 枡谷周一郎 金子美保 内藤大助 | 合体2時間スペシャル                         |
| 400 | 12月14日 |                            | ほぼ100円ショップ 仲良し有名人No.1決定戦 ギリギリッス                                                                 | ベッキー 上戸彩 小倉智昭 中村剛也 渡部陽一 天野ひろゆき（キャイ〜ン） 宮川大輔 おだいばZ会 | 2時間4分スペシャル                          |
| 401 | 12月28日 |                            | ほぼ100円ショップ2011年の顔の運だめしSP 今年の顔になるためにがんばった大賞                                            | 向井理 瀧本美織 横峯さくら 剛力彩芽 本多雄一 内川聖一 吉高由里子 濱田岳 鈴木福 篠田麻里子 高橋英樹 高橋真麻 内田篤人 吉田麻也 香取慎吾(SMAP) 山里亮太(南海キャンディーズ） 澤部佑（ハライチ） 田中卓志（アンガールズ） 小沢一敬（スピードワゴン） 日村勇紀（バナナマン） HIDEBOH 今野浩喜（キングオブコメディ） 金戸恵太 MEGUMI 菜々緒 平愛梨 南明奈 | 3時間スペシャル                             |

| 回  | 放送日        | コント               | コーナー                                                                       | ゲスト | 備考                  |
| --- | ------------- | -------------------- | ------------------------------------------------------------------------------ | --- | --------------------- |
| 402 | 2012年 2月1日 |                      | ほぼ100円ショップ 2012年の運試しSP いい夫婦大賞                                | 新垣結衣 溝端淳平 佐々木健介 北斗晶 ミゲル・ゲレイロ 矢口真里 大桃美代子 河北麻友子 藤本敏史（FUJIWARA） 庄司智春（品川庄司） 石田純一                                                                                      |                       |
| 403 | 2月8日        |                      | あれだけがんばったのにバレンタインチョコをもらえないのは誰だ！ 2時間SP先行企画 | 澤部佑（ハライチ） 田中卓志（アンガールズ） 小沢一敬（スピードワゴン） 山里亮太（南海キャンディーズ） 岩尾望（フットボールアワー） 中野友加里                                                                               |                       |
| 404 | 2月15日       |                      | ほぼ100円ショップ 豪華キャスト対抗戦SP 堤下安産祈願企画                        | 鈴木亜久里 鈴木奈々 友近 馬場園梓（アジアン） 東国原英夫 田中圭 松田翔太 佐々木希 伊藤かずえ | 2時間スペシャル       |
| 405 | 2月29日       |                      | 堤下安産祝い企画 ギリギリッス                                                  | ロザン 平成ノブシコブシ スリムクラブ 井本貴史（ライセンス） サンドウィッチマン |                       |
| 405 | 3月7日        |                      | ババデミー大賞SP 11人連続メンバー全員の自宅でホームパーティー                  | ももいろクローバーZ モンスターエンジン T-ARA パンクブーブー | 2時間スペシャル       |
| 406 | 4月4日        |                      | ぶさいくKITCHEN ほぼ100円ショップ                                              | 澤部佑（ハライチ） 中野裕太 田中卓志（アンガールズ） 杉浦太陽 オードリー 黒木啓司（EXILE） 岩尾望（フットボールアワー） 永井大 渡部建（アンジャッシュ） 天海祐希 石田ゆり子 大島優子                                        | 3時間スペシャル       |
| 407 | 4月18日       |                      | 歌い出しカラオケ ぶさいくKITCHEN                                               | ローラ 藤森慎吾（オリエンタルラジオ） 桝谷周一郎 |                       |
| 408 | 4月25日       |                      | ほぼ100円ショップ ほぼ1000万円スペシャル                                       | ユースケ・サンタマリア 貫地谷しほり 水川あさみ 八乙女光（Hey！Say！JUMP） 鈴木浩介 高見盛 名取裕子 柏原収史 Hi-Hi スギちゃん COWCOW 浅野ゆう子 山村紅葉 中山忍 石原さとみ                                                   | 2時間スペシャル       |
| 409 | 5月9日        |                      | ほぼ100円ショップ カミングアウトinみちのく合衆国                               | 小栗旬 岡田将生 山中章子 |                       |
| 410 | 5月16日       |                      | 歌い出しカラオケ 突撃！実家の晩ごはん                                          | 藤本敏史（FUJIWARA） 指原莉乃 スリムクラブ |                       |
| 411 | 5月23日       |                      | スッピン美人 突撃！実家の晩ごはん 11連続企画                                   | 原幹恵 田中卓志（アンガールズ） |                       |
| 412 | 5月30日       |                      | スッピン美人 歌い出しカラオケ 壁ペンキ企画                                     | 嗣永桃子（Berryz工房） 薮宏太（Hey！Say！JUMP） 中島裕翔（Hey！Say！JUMP） クリス松村 |                       |
| 413 | 6月13日       | あるかもしれない世界 | ほぼ100円ショップ女子だけ大会                                                  | 大久保佳代子 熊田曜子 安田美沙子 トリンドル玲奈 フィフィ あき竹城 山村紅葉 |                       |
| 414 | 6月20日       | あるかもしれない世界 | ほぼ100円ショップ                                                              | BIGBANG 飯尾和樹（ずん） 斎藤慎二（ジャングルポケット） 岩尾望（フットボールアワー） RG（レイザーラモン） |                       |
| 415 | 6月27日       | あるかもしれない世界 | ほぼ100円ショップ 秋下市長のバラエティ維新の会                                 | 伊藤英明 加藤あい 佐藤隆太 仲里依紗 小木博明（おぎやはぎ） 田中卓志（アンガールズ） 高橋健一（キングオブコメディ） ユースケ・サンタマリア                                                                                   |                       |
| 416 | 7月18日       |                      | ババリポート 11連続企画 ゴールデン不適合者は誰だ？ はねトび in お台場合衆国    | 中谷美紀 三浦翔平 スギちゃん オードリー 櫻井理子 |                       |
| 417 | 7月25日       |                      | 自宅きもだめし大会                                                             | 江上敬子（ニッチェ） 指原莉乃（HKT48） 芹那 小原正子(クワバタオハラ) いとうあさこ 馬場園梓（アジアン） スギちゃん 斉藤慎二（ジャングルポケット） 大地洋輔（ダイノジ） 滝沢秀明                                              |                       |
| 418 | 8月15日       |                      | はねトびinお台場合衆国 総集編                                                  | |                       |
| 419 | 8月29日       |                      | ほぼ100円ショップ                                                              | チュートリアル 佐藤健 |                       |
| 420 | 9月5日        |                      | モテマッチョ決定戦 腹鳴らし選手権                                              | ツネ（2700） HG（レイザーラモン） 加藤歩（ザブングル） 宇治原史規（ロザン） 多田健二（COWCOW） 井戸田潤（スピードワゴン） 寺門ジモン（ダチョウ倶楽部） 武田修宏 彦摩呂 渡部建（アンジャッシュ） 春日俊彰（オードリー） 武蔵 |                       |
| 421 | 9月12日       |                      | ラストパフォーマンス                                                           | |                       |
| 422 | 9月26日       |                      | はねるのトびら THE FINAL                                                       | 高島彩 渡辺和洋 上戸彩 風間杜夫 キーファー・サザーランド 香取慎吾(SMAP) | 最終回2時間スペシャル |

## コント・コーナー
コント作品、コーナーについてははねるのトびらの企画を参照。

## コラボレーション特番
Wぅ杯 番組交流戦スペシャル
- 2006年6月14日（水曜日）19:00 - 20:54放送。『クイズ!ヘキサゴンII』と『はねるのトびら』のコラボレーションを実施。

世界バラエティ選手権
- 2006年11月15日（水曜日）19:00 - 21:54放送。同年10月18日放送の『東京タワー ～オカンとボクと、時々、オトン～』および、『クイズ!ヘキサゴンII』、『ザ・ベストハウス123』の4番組のコラボレーションを実施。「はねトび」から「ヘキサゴンⅡ」に北陽が、「ベストハウス」に鈴木拓がゲスト出演、「はねトび」「ベストハウス」に「東京タワー」に大泉洋（TEAM NACS）がゲスト出演。

人気4番組合体! ヘキサはねるホンマ!?123 4時間ブチ抜きスペシャル
- 2011年2月9日（水曜日）19:00 - 22:48放送。当時放送されていた『クイズ!ヘキサゴンII』と『はねるのトびら』と『ホンマでっか!?TV』と『ザ・ベストハウス123』の4番組が、それぞれの番組の枠を超えてコラボレーションした特別番組。スポットニュース「FNNレインボー発」が「はねトび」の放送枠内で放送された。
- ブロックごとのタイムテーブルは下記通り。
  - 19:00 - 19:58：クイズ!ヘキサゴンII×はねるのトびら
  - 19:58 - 20:56：はねるのトびら×クイズ!ヘキサゴンII
  - 20:56 - 21:52：ホンマでっか!?TV×はねるのトびら×ザ・ベストハウス123
  - 21:52 - 22:48：ザ・ベストハウス123×ホンマでっか!?TV
- 視聴率は17.0%

人気バラエティ合体! はねるホンマ!?123 ブチ抜き!!ゆかた祭り
- 『はねるのトびら』と『ホンマでっか!?TV』と『ザ・ベストハウス123』の3番組が合体した特別番組枠。スポットニュース「FNNレインボー発」が「はねトび」の放送枠内で放送された。
- 放送は、2011年8月31日（水曜日）19:00 - 22:48。
- タイムテーブルは下記通り。
  - 19:00 - 19:58：バカデミービデオ大賞[注 2]
  - 19:58 - 20:56：はねるのトびら
  - 20:56 - 21:52：ホンマでっか!?TV
  - 21:52 - 22:48：ザ・ベストハウス123

人気バラエティ合体! はねるホンマ!?123 勤労感謝ブチ抜きSP
- 『はねるのトびら』と『ホンマでっか!?TV』と『ザ・ベストハウス123』の3番組が合体した特別番組枠。
- はねトびメンバーのドランクドラゴン鈴木拓が視聴者プレゼントのキーワードを集めに、3番組を出演し続けた。
- 放送は、2011年11月23日（水曜日）19:00 - 22:54
- タイムテーブルは下記通り。
  - 19:00 - 20:54：はねるのトびら 2時間SP
  - 21:00 - 21:54：ホンマでっか!?TV
  - 22:00 - 22:54：ザ・ベストハウス123

## 事故
梶原がコント収録中に足を骨折
2002年1月頃に発生した事故。このため、当時のキングコングは漫才ができず、舞台などでは西野がピンネタを演じた。
伊藤がコント収録中に失神
2005年10月1日、新コーナー「逆にスウィングガールズ」の収録中、長時間逆さづりにさせられたメンバーのうち、伊藤が意識を失い病院に運ばれる事故が発生した。第1回（ゴールデン初回の10月19日放送予定）は収録済みだったがお蔵入りとなりコーナー自体が廃止されたものの、安全性に配慮した「走れオーケストラン」（11月23日放送）という形で一応復活した。
放送事故
2007年2月7日放送時、冒頭の約200秒で縦がフレームアウトされた。すぐ修正され、番組ラストでお詫びテロップを表示した。
塚地が収録中に骨折
2008年12月5日に発生。スターだらけの大運動会の収録中に骨折し、全治2か月から3か月の大ケガを負った。友近は他番組内において暗にこのことについて触れ、塚地がケガをした後も収録を続けたスタッフの対応を非常識であると批判している。塚地の出演するコーナーはギリギリッスに堤下、ほぼ100円ショップに秋山がそれぞれ代役で出演し（回転SUSHIのように代役が置かれなかったコーナーもある）、2009年1月28日の放送から塚地が松葉杖をつきながら復帰。翌週以降、当面は「塚っちゃんスイッチ」に登場していた。

## 批評
日本PTA全国協議会の「親が子どもに見せたくない番組」の上位に常にランクインされており（2007年度・2008年度・2011年度が第6位、2009年度・2010年度が第5位、2012年度が第10位）、特に「顔にシリコーンゴムを巻く」、「水の一気飲み」といった罰ゲームに関して、危険性やマネをした際の事故の可能性についてBPO（放送倫理・番組向上機構）に度々苦情が寄せられた。
また以下のようにコント・企画の内容に関して抗議が発生した例もある。
「文学部1年　村田さなえ」におけるアレルギー表現
2004年7月27日放送されたコントの中で主人公の大学生、村田さなえが決まったジュース以外のものを飲むとアレルギーを発したり、興奮すると体が痒くなり血の出るまで掻いたりして、場の空気を乱す設定が、アトピー患者や食物アレルギーを患う人をからかう表現があると指摘され、スタッフが謝罪コメントを発表した（コント自体はこの設定を変更して継続した）。
「ブサンボマスター」におけるデフォルメ表現
「ブサンボマスター」とは2005年2月8日から同年9月20日まで放送された、塚地・堤下・梶原によるロックバンド・サンボマスターのパロディコント。3人の本家・サンボマスターを過剰にデフォルメしたメイク姿がかなりのインパクトを残していたが、この事が災いし、サンボマスターのファンから番組宛に批判や苦情が殺到した。2005年3月1日の回でこのブサンボマスターのコントが終わった直後、西野や他のメンバーが出番を終えた塚地たちを呼び出して、「本家(サンボマスター)側から苦情が来ている」ということを直に伝えている場面と、塚地が謝罪する場面が放送されている。更にこの件に関して、本家のサンボマスターのボーカル担当である山口隆は音楽情報サイト・hotexpressのインタビューにて苦言を呈した。同年8月31日にはオリジナル曲「言いたいことも言えずに」がメジャーレーベルからCD発売されるも、著作権やこの問題などから、アーティスト名は「ブサンボマスター」ではなく「塚地武雅・堤下敦・梶原雄太」という表記になっている。このような騒動の中発売された同作品は、皮肉にもオリコン週間シングルチャートでサンボマスターのどの曲よりも高い初登場4位を記録した。
「頑張れ!悪童美女」における韓国芸能界の表現
2011年3月2日に放送されたコーナー「頑張れ!悪童美女（アットンミニョン）」内にて、韓国で大問題となったタレントの奴隷契約など、韓国芸能界の否定的なイメージをネタにした所、韓国のインターネット上において番組に対する非難が殺到する事態となった。この年のフジテレビは「はねトび」に限らず、様々な番組において韓国ドラマや韓国著名人などを過剰に紹介する現象が度々見られていた。詳細は「2011年のフジテレビ騒動」「フジテレビ抗議デモ」などの項目も参照の事。

## 主題歌
歴代オープニングテーマ
- ゆらゆら帝国「ゆらゆら帝国で考え中」（2003年12月まで）
- ゆらゆら帝国「すべるバー」（2004年1月以降）[注 4]

歴代エンディングテーマ
- ゆらゆら帝国「アイツのテーマ」（2006年5月まで）
- The Phanky OKstra「Drive」（2006年6月以降／NISSAN×はねるのトびら コラボレーションCMタイアップ曲）

## スタッフ
2004年3月までは「波8組」、それ以降は「跳扉組」を名乗っている。先輩番組の『めちゃイケ』スタッフおだいばZ会の下部組織に当たる。
- ナレーション：中村仁美（フジテレビアナウンサー）、吉水孝宏（青二プロ）、住友七絵（青二プロ）
- 構成：渡辺真也／石田孝文、大井洋一、金井夏生、オークラ、谷口雅人、吉田裕司
- SW：藤本敏行
- カメラ：小林光行（ニユーテレス）
- VE：高木稔
- 音声：高橋幸則
- 照明：根本進（FLT）
- 音響効果：松長芳樹（デジタルサーカス）
- 編集：神保和則（パッチワーク⇒ミディアルタ）
- MA：民幸之助（IMAGICA）
- 美術制作：三竹寛典（フジテレビ）
- デザイン：桐山三千代、武田紗代子
- 美術進行：西嶋友里
- 大道具：西田武史
- アクリル装飾：稲垣雄二
- アートフラワー：荒川直史
- 装飾：川合将吾
- 持道具：森知美
- 衣裳：望月結花
- かつら：清水聖恵
- メイク：天野郷子
- 特殊装置：時任伊織
- 視覚効果：猪又悟
- 電飾：渕井猛司
- アートフレーム：田中裕司
- 植木装飾：渡辺篤
- 手書アート：佐々木千代乃（ビー・エス・カル）
- 車輌：小島紀夫
- 写真：安藤潤一郎
- 編成：清水泰貴（フジテレビ）
- 広報：為永佐知男（フジテレビ）
- TK：碓井香都子（TBG）
- デスク：小林初美
- AP：山本千穂
- ディレクター：遠藤達也（ステイ）、竹谷和樹、袰川斉（やんかわ商店）、永野博子、山田賢太郎（フジテレビ）
- プロデューサー：宮崎孝幸（ステイ、以前はAP）
- 演出・プロデュース：近藤真広（フジテレビ、番組初期はディレクター → 演出 → プロデュース兼任は2004年1月以降）
- 協力：アイ・エス・イー、三慶サービス
- 技術協力：ニユーテレス
- 制作：フジテレビバラエティ制作センター
- 制作著作：フジテレビ

### 過去のスタッフ
- カメラ：秋山勇人、長澤則司、蓮見勉、安井秀一郎
- VE：塚本修、松本彩
- 音声：松原瑞貴、加瀬悦史、加藤誉子
- 照明：浅倉康之、松浦喬史
- 編集：宮武智香子、岩崎直人、福原香織
- MA︰伊藤一馬（IMAGICA）
- 美術制作：行武直高・小須田和彦（フジテレビ）
- 美術進行：久保典子、楫野淳司
- 大道具：毛利彰
- アクリル装飾：石渡仁子、早川崇、関口和彦
- 視覚効果：山ノ内健
- 装飾：岡田寿也
- 衣裳：小山香寿美、山口亜希
- かつら：今井奈緒子
- メイク：峰野恵美、外山隼人、春山輝江
- 特殊装置：福田隆正、山根伸夫
- 電飾：林将大
- アートフラワー：荒川直史
- 音楽制作：鹿紋太郎、田中知之（Fantastic Plastic Machine）
- 車輌：岡本貴幸
- AD：吉村正好、高橋健介、大平智恵、淵上正人、菊田悠
- 編成：中野利幸・種田義彦・松崎容子・渋谷謙太郎（フジテレビ）
- 広報：清野真紀・矢崎かおり・上野陽一・北野あすか（フジテレビ）
- TK：槙加奈子、海老澤廉子
- デスク：宮崎由佳、斉藤真理子、三木真由美
- 監修：片岡飛鳥（当時フジテレビ、2003年12月まで総指揮）
- ディレクター：明松功・中嶋優一・松本祐紀（フジテレビ）、佐久間司
- プロデューサー：徳光芳文（フジテレビ）、田村朋子（BEE BRAIN）、赤池洋文（フジテレビ、以前はディレクター）、入江伸子
- チーフプロデューサー：松村匠（当時フジテレビ、2005年10月 - 2007年9月）

## ネット局と放送時間
| 放送対象地域  | 放送局                    | 系列                                         | 放送時間            | ネット状況 |
| ------------- | ------------------------- | -------------------------------------------- | ------------------- | ---------- |
| 関東広域圏    | フジテレビ（CX）          | フジテレビ系列                               | 水曜 19:57 - 20:54  | 制作局     |
| 北海道        | 北海道文化放送（uhb）     | フジテレビ系列                               | 水曜 19:57 - 20:54  | 同時ネット |
| 岩手県        | 岩手めんこいテレビ（mit） | フジテレビ系列                               | 水曜 19:57 - 20:54  | 同時ネット |
| 宮城県        | 仙台放送（OX)             | フジテレビ系列                               | 水曜 19:57 - 20:54  | 同時ネット |
| 秋田県        | 秋田テレビ（AKT）         | フジテレビ系列                               | 水曜 19:57 - 20:54  | 同時ネット |
| 山形県        | さくらんぼテレビ（SAY）   | フジテレビ系列                               | 水曜 19:57 - 20:54  | 同時ネット |
| 福島県        | 福島テレビ（FTV）         | フジテレビ系列                               | 水曜 19:57 - 20:54  | 同時ネット |
| 新潟県        | 新潟総合テレビ（NST）     | フジテレビ系列                               | 水曜 19:57 - 20:54  | 同時ネット |
| 長野県        | 長野放送（NBS）           | フジテレビ系列                               | 水曜 19:57 - 20:54  | 同時ネット |
| 静岡県        | テレビ静岡（SUT）         | フジテレビ系列                               | 水曜 19:57 - 20:54  | 同時ネット |
| 富山県        | 富山テレビ（BBT）         | フジテレビ系列                               | 水曜 19:57 - 20:54  | 同時ネット |
| 石川県        | 石川テレビ（ITC）         | フジテレビ系列                               | 水曜 19:57 - 20:54  | 同時ネット |
| 福井県        | 福井テレビ（FTB）         | フジテレビ系列                               | 水曜 19:57 - 20:54  | 同時ネット |
| 中京広域圏    | 東海テレビ（THK）         | フジテレビ系列                               | 水曜 19:57 - 20:54  | 同時ネット |
| 近畿広域圏    | 関西テレビ（KTV）         | フジテレビ系列                               | 水曜 19:57 - 20:54  | 同時ネット |
| 鳥取県 島根県 | 山陰中央テレビ（TSK）     | フジテレビ系列                               | 水曜 19:57 - 20:54  | 同時ネット |
| 岡山県 香川県 | 岡山放送（OHK）           | フジテレビ系列                               | 水曜 19:57 - 20:54  | 同時ネット |
| 広島県        | テレビ新広島（tss）       | フジテレビ系列                               | 水曜 19:57 - 20:54  | 同時ネット |
| 愛媛県        | テレビ愛媛（EBC）         | フジテレビ系列                               | 水曜 19:57 - 20:54  | 同時ネット |
| 高知県        | 高知さんさんテレビ（KSS） | フジテレビ系列                               | 水曜 19:57 - 20:54  | 同時ネット |
| 福岡県        | テレビ西日本（TNC）       | フジテレビ系列                               | 水曜 19:57 - 20:54  | 同時ネット |
| 佐賀県        | サガテレビ（STS）         | フジテレビ系列                               | 水曜 19:57 - 20:54  | 同時ネット |
| 長崎県        | テレビ長崎（KTN）         | フジテレビ系列                               | 水曜 19:57 - 20:54  | 同時ネット |
| 熊本県        | テレビくまもと（TKU）     | フジテレビ系列                               | 水曜 19:57 - 20:54  | 同時ネット |
| 宮崎県        | テレビ宮崎（UMK）         | フジテレビ系列 日本テレビ系列 テレビ朝日系列 | 水曜 19:57 - 20:54  | 同時ネット |
| 鹿児島県      | 鹿児島テレビ（KTS）       | フジテレビ系列                               | 水曜 19:57 - 20:54  | 同時ネット |
| 沖縄県        | 沖縄テレビ（OTV）         | フジテレビ系列                               | 水曜 19:57 - 20:54  | 同時ネット |
| 大分県        | テレビ大分（TOS）         | 日本テレビ系列 フジテレビ系列                | 土曜 15:10 - 16:10  | 遅れネット |
| 青森県        | 青森テレビ（ATV）         | TBS系列                                      | 木曜 23:50 - 翌0:47 | 遅れネット |
| 山口県        | テレビ山口（tys）         | TBS系列                                      | 木曜 23:50 - 翌0:47 | 遅れネット |
| 山梨県        | テレビ山梨（UTY）         | TBS系列                                      | 土曜 12:30 - 13:30  | 遅れネット |

過去のネット局
- 四国放送（日本テレビ系列。2010年3月28日で打ち切り）

## 関連商品

### DVD・VHS
いずれもポニーキャニオンから発売。
1. はねるのトびら（2002年7月17日） - DVD・VHS
2. はねるのトびらII（2003年8月6日）・はねるのトびら DVD-BOX（2003年8月6日。IとIIのセット、一部の特典映像を省略） - DVD・VHS
3. はねるのトびらIII（2004年8月18日） ※2枚組BOX
4. はねるのトびらIV（2005年10月5日） ※2枚組BOX

### CD
- ネットアイドル夢子「大きなはむ」（2002年5月25日）
- ピンクハレルヤ「Bloody Angel」（2003年8月29日、お台場冒険王で限定販売）
- チューリップの会（コント「チューリップの会」の秋山演じる秋山代表の「放出」を収録。2004年7月24日からお台場冒険王で先行販売、インディペンデントレーベルから2004年8月18日にCDとTシャツ内包の限定BOX発売）

- 塚地武雅・堤下敦・梶原雄太（ブサンボマスター）「言いたいことも言えずに」（2005年8月31日、R and Cから発売。DVD付）
- 悲愴感「悲愴感」（2008年8月27日発売、ポニーキャニオン、DVD付）
- スベルトンズ「SUBERUTON」（2011年2月9日発売、R and C、DVD付）

### 書籍
- はねるっち母子手帳（「はねるっち」の攻略本）
- 学習研究社「TV LIFE」連載「はねトびのファンなんです。」（2002年から連載中）
- 太田出版「QuickJapan」Vol.46（2002年12月）・Vol.48（2003年4月） はねるのトびら特集
- はねるっち2母子手帳2（はねるっち2の攻略本）

### その他
- りもトび（ラジコン付きミニカー）
- はねるっち（たまごっちのタイアップバージョン。2005年2月19日一般発売）
- はねるっち2（2006年8月26日一般発売）
- はねるのトびらDS 短縮鉄道の夜（バンダイナムコゲームス、2007年12月6日）
- はねるのトびらWii ギリギリッス（バンダイナムコゲームス、2007年12月6日）
- Tシャツ、ストラップなど多数。